# レ・ミゼラブル
『レ・ミゼラブル』（フランス語: Les Misérables）は、フランスの歴史小説。ヴィクトル・ユーゴーによって1862年に出版された。日本では1902年に黒岩涙香によって『噫無情』（ああむじょう）として『萬朝報』に連載された。

## 概要
1斤のパンを盗んで、窃盗と脱獄未遂の罪によって理不尽にも19年間の監獄生活を送ることになったジャン・ヴァルジャンが、ミリエル司教の無償の愛にふれたことをきっかけに改心して、「正しき人」になるために生涯をささげようとする物語である。不幸のどん底で亡くなったファンティーヌから遺児のコゼットを託されたことから、コゼットを実の娘のように大切に守り育てていくが、結果としてこれがジャン・ヴァルジャンに親としての愛と幸福をもたらすことになった。
作品は、ナポレオン1世没落直後の1815年10月からルイ18世・シャルル10世の復古王政時代を経て七月革命後のルイ・フィリップ王の七月王政時代の六月暴動とその翌年の1833年までの18年間を断片的に描いている。回想・記憶がたびたび挿入がされているので、物語の時間はしばしば前後し、フランス革命期や第一帝政期の話も登場するが、復古王政や七月革命についてはほとんど話にも出てこない。（盗人のテナルディエがポンメルシーを救う場面以外）物語とはほとんど関係がない百日天下でのワーテルロー戦役のナポレオンについての記述に1編が費やされているが、ほとんどの翻案作品ではこの歴史小説のような部分はカットされるのが常で、再現されたことがない。物語の前半は1815年の導入部と、1819年と1823年に起こるジャン・ヴァルジャンのジャヴェールからの逃走劇が中心となり、後半は1831年から1833年までの成長したコゼットとマリユスの恋愛を中心に六月暴動を背景として、ジャン・ヴァルジャンの死までが描かれる。
作品にはヴィクトル・ユーゴーがこの物語を書いた当時（1860年代）のフランスを取り巻く社会情勢が内容に反映されており、各時代の背景や民衆の生活についても詳しい描写がある。
原題『 Les Misérables 』は、「悲惨な人々」「哀れな人々」を意味するが、日本では初め、森田思軒が一部を「哀史」の題名で訳したが完訳には至らず、黒岩涙香による翻案が『噫無情』（ああむじょう）の題で1902年（明治35年）10月8日から1903年（明治36年）8月22日まで『萬朝報』に連載され、これによってユーゴーの名が広く知れわたることになった。

## あらすじ
1815年10月のある日、ディーニュのミリエル司教の司教館を、46歳の男が訪れる。男の名はジャン・ヴァルジャン。姉の子ども達のために、1斤のパンを盗んだ罪でトゥーロンの徒刑場で19年も服役していた。行く先々で冷遇された彼を、司教は温かく迎え入れる。しかし、その夜、司教が大切にしていた銀食器をヴァルジャンは盗んでしまう。翌朝、彼を捕らえた憲兵に対して司教は「食器は私が与えた」と彼を放免させた上に、残りの2本の銀の燭台も彼に差し出す。人間不信と憎悪の塊であったヴァルジャンの魂は司教の信念に打ち砕かれる。
1819年、ヴァルジャンはモントルイユ＝シュル＝メールで「マドレーヌ」と名乗り、黒いガラス玉および模造宝石の産業を興して成功をおさめ、この街の市長になっていた。彼の営む工場では、ファンティーヌという女性が働いていた。彼女は、3歳になる娘コゼットをモンフェルメイユのテナルディエ夫妻に預けていた。
ファンティーヌは、父無し子がいることを黙っていたことがばれ、風紀が乱れるからと、ヴァルジャンの工場を解雇された（ヴァルジャン自身は、その解雇に関与していなかった）。そして、1823年1月、貧困のため髪の毛・前歯までも売ったファンティーヌは、あるきっかけでヴァルジャンに救われる。病に倒れた彼女の窮状を知った彼は、コゼットを連れて帰ることを約束する。コゼットを預かるテナルディエ夫妻は「養育費」と称し、様々な理由をつけてはファンティーヌから金をせびっていた。それが今では100フランの借金となって、彼女の肩に重くのしかかっていた。
だが、コゼットを迎えにモンフェルメイユへ行こうとした矢先、ヴァルジャンは、自分と間違えられて逮捕された男のことを私服警官ジャヴェールから聞かされる。葛藤の末、その男を救うことを優先し、裁判所で自分の正体を明かす。ヴァルジャンはファンティーヌの病室でジャヴェールに逮捕され、ファンティーヌはショックで死んでしまう。
ヴァルジャンは裁判で終身徒刑（終身刑）の判決を受け、トゥーロンの徒刑場へ送られたが、通算5度目となる脱獄を図る。1823年のクリスマス・イヴの夜、ファンティーヌとの約束を果たすためモンフェルメイユにやって来たヴァルジャンは、村はずれの泉でコゼットに出会う。8歳のコゼットはテナルディエ夫妻の営む宿屋で女中として働かされ、夫妻から虐待されていた。ヴァルジャンはテナルディエの要求どおり1500フランを払い、コゼットの身許を引き受ける。
ヴァルジャンはコゼットを連れてパリへ逃亡するが、そこにもジャヴェールの手が迫る。逃げ込んだ先は、フォーシュルヴァン爺さんが働く修道院だった。フォーシュルヴァンの協力で、ふたりは修道院で暮らし始める。コゼットはヴァルジャンを父として慕い、愛し続ける。ヴァルジャン自身もコゼットを娘として、まごころからの愛を注ぎ続ける。
フォーシュルヴァンの没後、パリのプリュメ通りにある邸宅に落ち着いたヴァルジャンとコゼットは、よくリュクサンブール公園に散歩に来ていた。そんなふたりの姿をひとりの若者が見ていた。彼の名はマリユス。共和派の秘密結社ABC（ア・ベ・セー）の友に所属する貧乏な学生である。ブルジョワ出身の彼は幼い頃に母を亡くし、母方の祖父に育てられたが、ボナパルティズムに傾倒し家出していた（祖父は王党派）。マリユスは美しく成長したコゼットに一目惚れし、「ユルシュール」と勝手に名づけ、何も考えられないほど彼女に恋焦がれてしまう。
テナルディエ夫妻の長女エポニーヌの助けを得て、マリユスはコゼットの住まいを見つけることができた。この出逢い以降、ふたりは深く愛し合うようになる。だが、1832年6月3日、コゼットはヴァルジャンから、1週間後にイギリスへ渡ることを聞かされる。ふたりの恋路は突然の別れという試練に塞がれてしまった。
コゼットと、彼女に絶対的な愛を捧げるジャン・ヴァルジャンとマリユス――この3人を中心とした運命の渦は、ジャヴェール、テナルディエ一家、マリユスの家族や親しい人々、犯罪者集団パトロン＝ミネット、そしてABCの友のメンバーなど「悲惨な人々」（レ・ミゼラブル）の織りなす物語をあちこちに残していく。大きくなった運命の渦は、7月革命の影響で混沌のなかにあるパリを駆けまわり、やがて1832年6月5日に勃発する六月暴動へと向かってゆくことになる（以下の展開は、#登場人物を参照すること）。
これは、ひとりの徒刑囚が偉大なる“正しき人”として生涯を終えるまでの物語であり、その底を流れているのは、永遠に変わることのない真実の「愛」である。

## タイトル
※括弧内は原題、なお日本語訳のタイトルは井上究一郎訳版より引用
1. ファンティーヌ (Fantine)
  1. 正しき人 (Un juste)
  2. 失墜 (La chute)
  3. 一八一七年のこと (En l'année 1817)
  4. 委託は時として譲渡となる (Confier, c'est quelquefois livrer)
  5. 転落 (La descente)
  6. ジャヴェール (Javert)
  7. シャンマティユー事件 (L'affaire Champmathieu)
  8. 反撃 (Contre-coup)
2. コゼット (Cosette)
  1. ワーテルロー (Waterloo)
  2. 軍艦「オリオン号」 (Le vaisseau L'orion)
  3. 死んだ女への約束を果たす (Accomplissement de la promesse faite à la morte)
  4. ゴルボー屋敷 (La masure Gorbeau)
  5. 闇の狩りには無言の猟犬を使う (A chasse noire, meute muette)
  6. ル・プティ・ピクピュス (Le Petit-Picpus)
  7. 余談 (Parenthèse)
  8. 墓地は死人を選り好みしない (Les cimetières prennent ce qu'on leur donne)
3. マリユス (Marius)
  1. パリの微粒子の研究 (Paris étudié dans son atome)
  2. 大ブルジョワ (Le grand bourgeois)
  3. お祖父さんと孫 (Le grand-père et le petit-fils)
  4. 「ABCの友」(Les amis de l'A B C)
  5. 不幸にあがる軍配 (Excellence du malheur)
  6. ふたつの星の会合 (La conjonction de deux étoiles)
  7. パトロン＝ミネット (Patron-minette)
  8. 心がけの悪い貧乏人 (Le mauvais pauvre)
4. プリュメ通りの牧歌とサン・ドゥニ通りの叙事詩 (L'idylle rue Plumet et l'épopée rue Saint-Denis)
  1. 歴史の数ページ (Quelques pages d'histoire)
  2. エポニーヌ (Éponine)
  3. プリュメ通りの家 (La maison de la rue Plumet)
  4. 低いところからの救いは高いところからの救いとなりうる (Secours d'en bas peut être secours d'en haut)
  5. その結末がはじまりとは似ても似つかぬこと (Dont la fin ne ressemble pas au commencement)
  6. プティ・ガヴローシュ (Le petit Gavroche)
  7. 隠語 (L'argot)
  8. 歓喜と悲嘆 (Les enchantements et les désolations)
  9. 彼らはどこへ行く？ (Où vont-ils?)
  10. 一八三二年六月五日 (Le 5 juin 1832)
  11. 原子は大旋風に協力する (L'atome fraternise avec l'ouragan)
  12. コラント (Corinthe)
  13. マリユス闇のなかへはいる (Marius entre dans l'ombre)
  14. 絶望のけだかさ (Les grandeurs du désespoir)
  15. ロマルメ通り (La rue de l'Homme-Armé)
5. ジャン・ヴァルジャン (Jean Valjean)
  1. 壁にかこまれたなかの戦争 (La guerre entre quatre murs)
  2. 巨獣のはらわた (L'intestin de Léviathan)
  3. 泥であるとともに魂 (La boue, mais l'âme)
  4. 脱線したジャヴェール (Javert déraillé)
  5. 孫と祖父 (Le petit-fils et le grand-père)
  6. 眠られぬ夜 (La nuit blanche)
  7. 苦杯の最後の一口 (La dernière gorgée du calice)
  8. たそがれの微光 (La décroissance crépusculaire)
  9. 最後の闇、最後のあけぼの (Suprême ombre, suprême aurore)

## 登場人物

### 主要人物

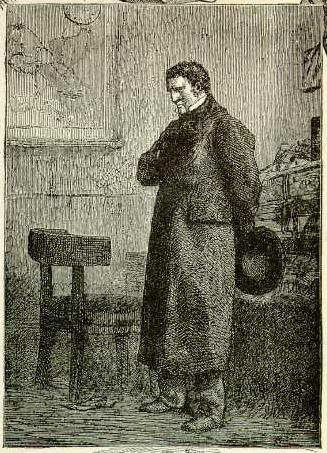
1879年 - 1882年出版のユーグ版 (Édition Hugues) 、ギュスターヴ・ブリオン画。木版画。

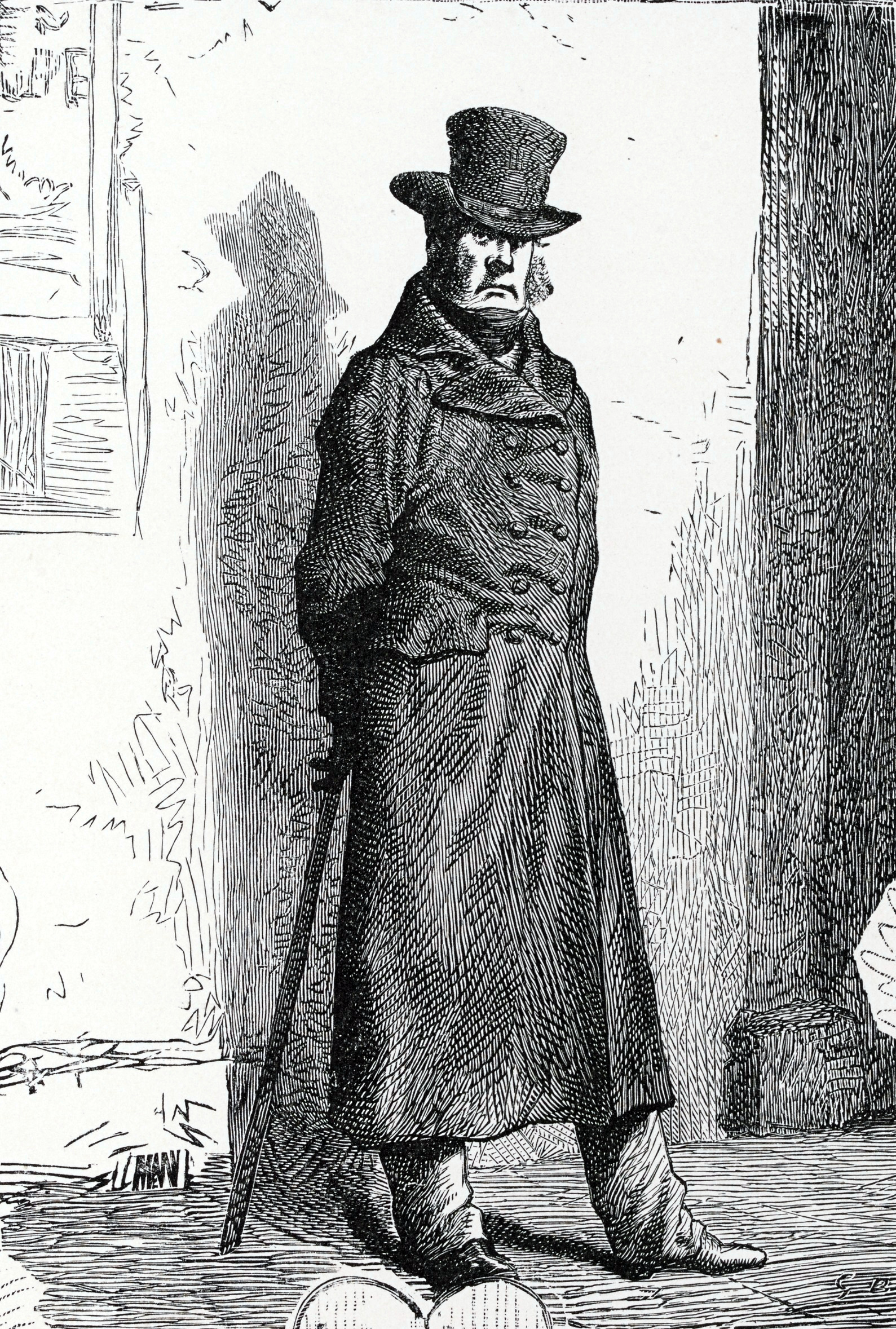
ユーグ版より。

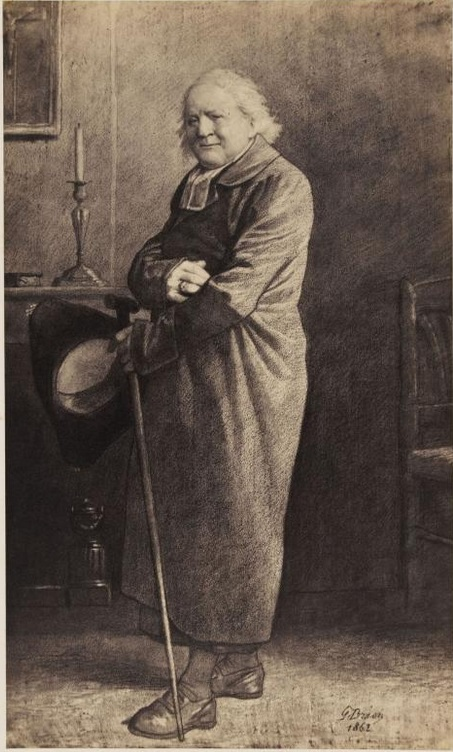
ユーグ版より。

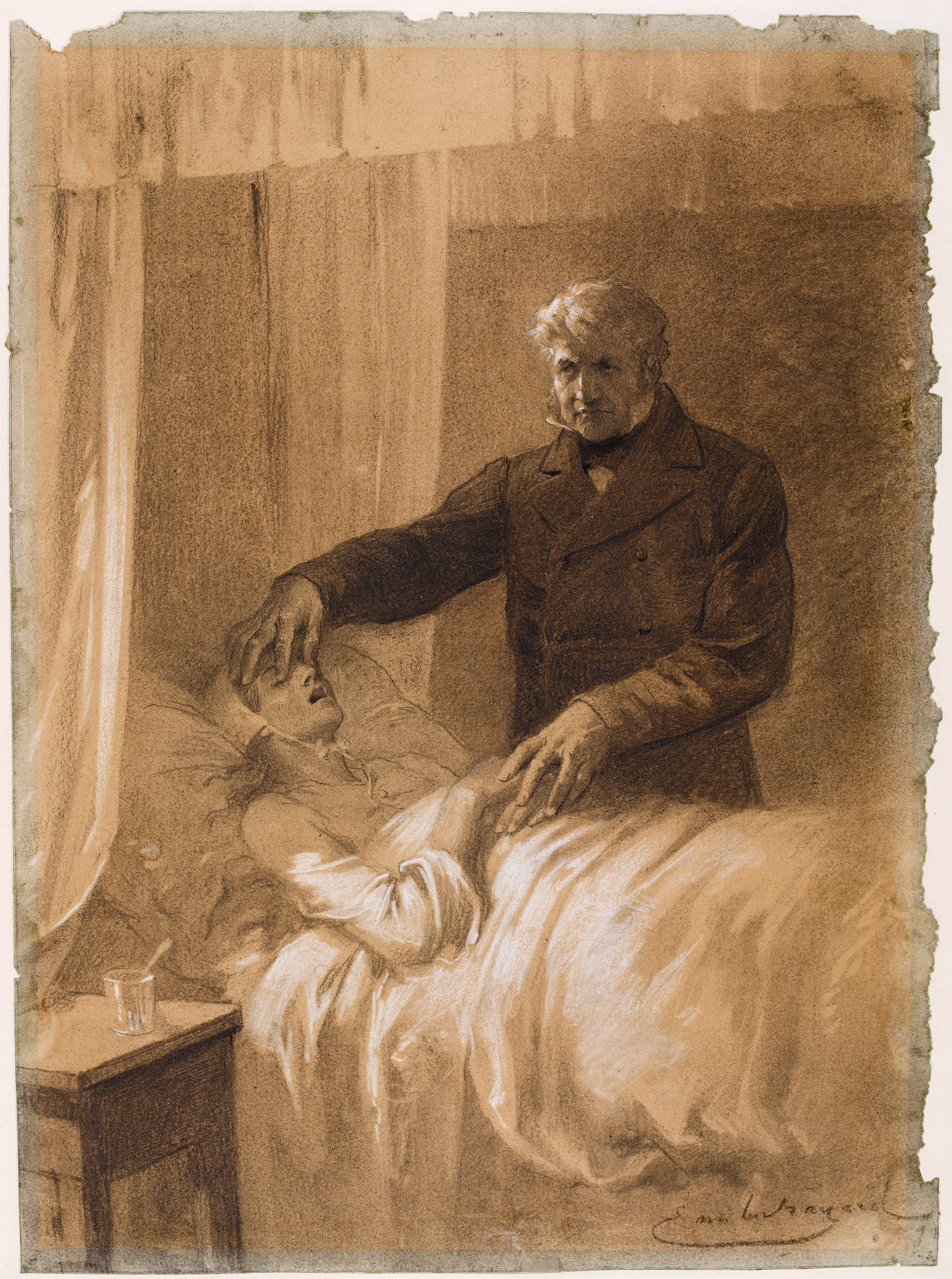
ヴァルジャンに看取られ死の床に就いたファンティーヌ。ユーグ版より。

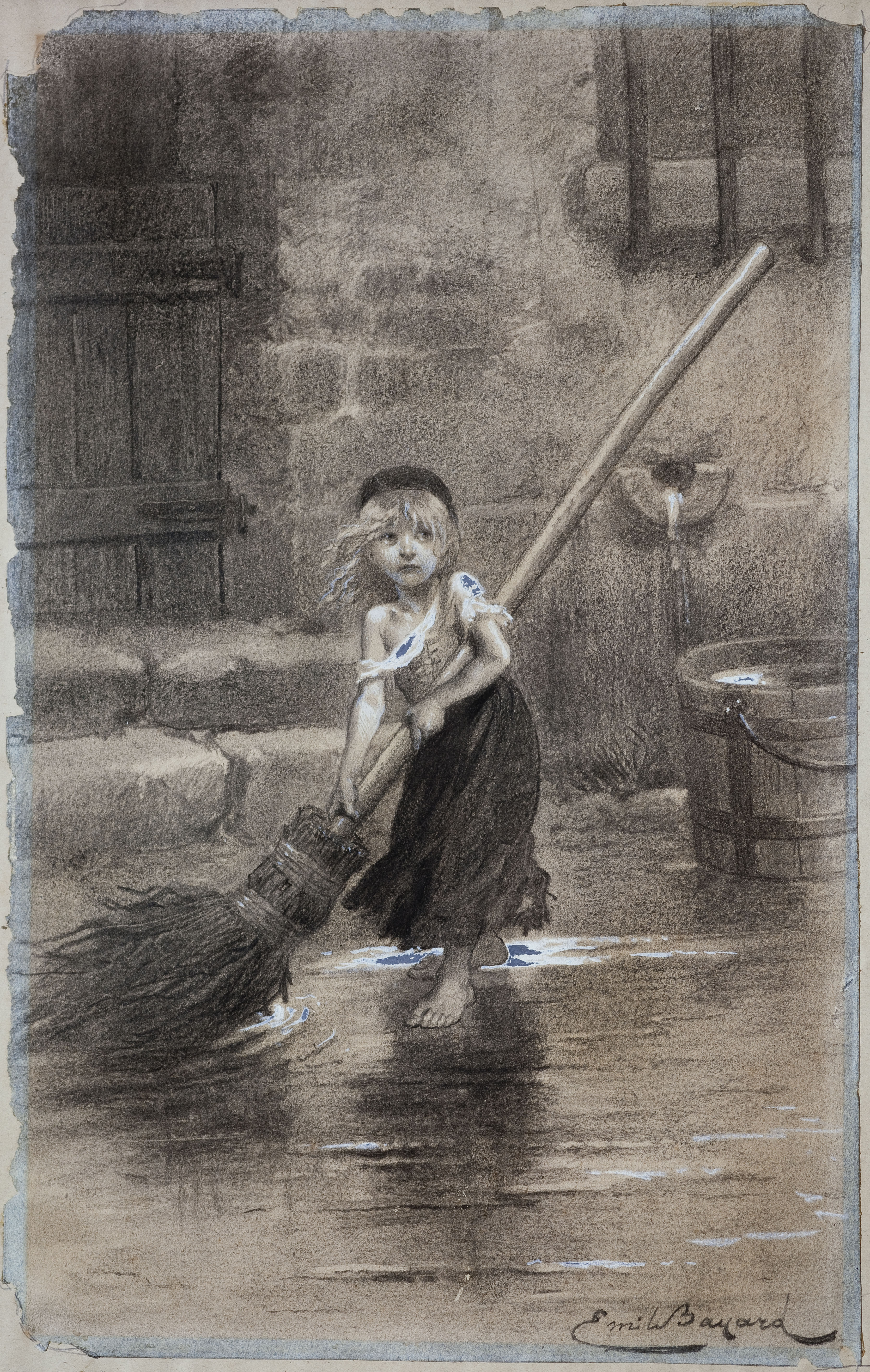
1879年 - 1882年出版のユーグ版 (Édition Hugues) のために画家エミール・バヤールによって描かれた木版画

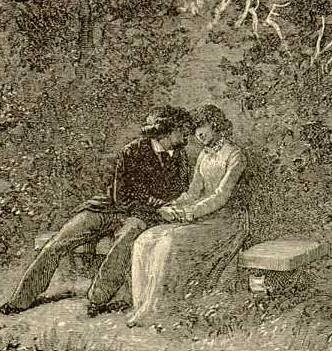
マリユスとコゼット。ユーグ版より。

ジャン・ヴァルジャン (Jean Valjean)

本作の主人公。1769年にブリーのファヴロール (Faverolles) の貧しい農家の子供として生まれた。父親はジャン・ヴァルジャン、母親はジャンヌ・マティユー (Jeanne Mathieu) という。情の深い、考え込むタイプの男。
両親を幼い時に亡くし、年の離れた姉に育てられるが、25歳の時に姉の夫が死去。1795年の終わり頃、姉の7人の子供達のために1本のパンを盗んで逮捕されてしまう。1796年に器物損壊と密猟の罪を併せて5年の刑を言い渡され、トゥーロンの徒刑場へ送られるが4度も脱獄を図ったため、19年間もの歳月を監獄で過ごすことになる。監獄内でも並外れた怪力で有名であり、「起重機のジャン（ジャッキのジャン Jean-Le-Cric）」と綽名される。
1815年10月に出獄した時、すでに46歳となったヴァルジャンは長い監獄生活のなかで人間社会に対する憎悪の塊となってしまっていたが、ミリエル司教の情愛により改心する。悩み、苦しみ、時には哀しみと絶望を味わいながらも、常にミリエル司教の説く「正しき人」であろうと努め、日々を過ごす。
1815年12月、モントルイユ＝シュル＝メールにやって来た彼は、「マドレーヌ」(M. Madeleine) と名乗る。産業で成功し、人望を集めた結果、1819年に国王ルイ18世の命で市長の座に就く。フォーシュルヴァン爺さんが、馬車の下敷きとなっているのを馬車を持ち上げることにより救助し、ジャヴェールにその正体がヴァルジャンではないかと疑われるようになる。
1823年1月にファンティーヌを救い、コゼットを連れ帰ることを約束するが、その約束が果たされるまでに1年近くを要することとなる。1823年3月に身元がばれ（厳密には自分でばらし）ジャヴェールにより逮捕され、無期徒刑囚となるが同年11月17日に脱獄、モンフェルメイユに向かう。1823年のクリスマスにテナルディエ夫妻からコゼットを奪還した後、パリへ向かう。ゴルボー屋敷での生活を経て、プティ・ピクピュス修道院に逃げ込み、フォーシュルヴァン爺さんに匿われて庭師として暮らす。以降、フォーシュルヴァン爺さんの弟の名を借り、「ユルティーム・フォーシュルヴァン」(Ultime Fauchelevent) として生きていくこととなる。
1829年10月、60歳になったヴァルジャンは、フォーシュルヴァン爺さんの死をきっかけにプティ・ピクピュス修道院を出、コゼットとともにプリュメ通りの庭園つきの邸宅に引っ越す。母屋にコゼットと老女中トゥーサン (Toussaint) を住まわせ、自身は小さな門番小屋で質素な生活を送る。
恋愛を知らないヴァルジャンにとってコゼットとは、娘・母・姉妹……と女性が持つすべての立場を兼ね備えた絶対的な存在だったが、コゼットはマリユスと結ばれてしまい、さらには自らの素性を知り軽蔑するようになったマリユスによって、引き離されてしまうことになる。
コゼットを保護してからは、常に警察に怯えながら暮らしていた。ゴルボー屋敷、プティ・ピクピュス修道院での生活を経て、プリュメ通りの邸宅以外にも2軒の家を借り、国民兵としてパリの市門を守っていた。合計3軒の邸宅を借りた理由は、ゴルボー屋敷に住んでいることがジャヴェールにばれてしまい、コゼットを連れて逃亡せざるをえなかった経験からくるもので、プリュメ通りの邸宅にいることが分かっても別に借りた邸宅にすぐに移ることができるからだといえる。国民兵として市門を守ったのは、徴兵検査を逃れることができなかったためであったが、市民としての使命を果たせるという喜びと、国民兵なら警察も怪しまないという利点があったからだった。
彼が名乗った偽名は、マドレーヌ、ユルティーム・フォーシュールヴァンのほかに、「ユルバン・ファーブル」(Urbain Fabre) がある。ゴルボー屋敷待ち伏せ事件でテナルディエ一家とパトロン＝ミネットに監禁されたときに使った。
1832年6月4日、彼は謎の人物が投げ込んだ一通の手紙に驚愕し、プリュメ通りの邸宅を引き払ってロマルメ通り（現在のサント・クロワ・デュ・ブルヌドリ通りとブラン・マントー通り付近）7番地のアパルトマンへ引っ越してしまう。
コゼットの心を奪ったマリユスに嫉妬した彼は悩み苦しんだ挙げ句、コゼットの恋人を救うため、このアパルトマンからル・シャンヴルリー通りのバリケードに向かう。国民兵の軍服を脱いで妻子もちの男を逃がした彼は、銃は持っていても決して敵を殺さない“奇妙な存在”として注目される。さらに彼は、瀕死の重傷を負ったマリユスを背負い、バリケードのそばに見つけた鉄格子を開け、下水道へと降りて行った。
コゼットとマリユスの結婚式の翌日、マリユスに自身の正体を明らかにする。ポンメルシー夫人となったコゼットから同居するよう強く求められても彼はロマルメ通りのアパルトマンに独りで住み、自分から距離を置いたことと、マリユスが彼を敬遠したこともあり、コゼットとは疎遠になっていく。徐々にコゼットのいるフィーユ・ドゥ・カルヴェール通り (Rue des Filles-du-Calvaire) 6番地にある娘夫婦の邸宅へ行くことが難しくなり、肉体的にも精神的にも衰弱していく。そんな彼の心を支えていたのは、コゼットが《腰巾着》と呼んでいた荷物の中身―8歳のときのコゼットが着ていた喪服―であった。
1833年の晩夏の夜。遺言を残し、コゼットと二度と逢えないことを嘆いていたちょうどその時、真実を知ったマリユスがコゼットを連れて彼を迎えに来る。彼はふたりに様々なことを話す。模造宝石のこと、自分が託した60万フランを使って男爵にふさわしい生活をすること、テナルディエ一家をゆるすこと、銀の燭台をコゼットに託すこと、コゼットの母の名前はファンティーヌであること、自分の幸せと引き換えにコゼットを幸せにしたファンティーヌに心から感謝すること……それだけ言い残すと、天国から立ち会っているミリエル司教、ポンメルシー夫妻に看取られながら、幸福な気持ちに浸りながら天国へ旅立った。64歳で死去。
彼の亡骸はペール・ラシェーズ墓地の目立たぬ場所、大きなイチイの樹の下に埋葬された。墓石には何も刻まれていない。そのかわりに、木炭で4行の詩句が書かれている。「彼ここに永眠す。数奇な運命にもかかわらず、彼は生きた。天使を失うや、彼はみまかった。死はひとりでに訪れた。さながら昼が去り、夜が来るように」。
ジャヴェール警部 (Inspecteur Javert)

1780年に、服役囚の父と、同じく服役囚のトランプ占いのジプシー女の子供としてトゥーロンの徒刑場で生まれた、ブルドッグのような顔つきの男。社会から外れ、「普通の人間として」社会に関われないという絶望から、自身の境遇やそれと同じ境遇に属する人間を憎み、社会を守る人間であることを選ぶ。その素養が備わっていたこともあり、彼は警察官となる。
禁欲主義で生真面目かつ自分にも他人にも厳格な男。社会秩序を絶対的に信奉する法の番人であり、これに逆らう者には公正だが容赦なく振る舞ったため、町のならず者達を震え上がらせる。パトロン＝ミネットに名を連ねていた者も彼を恐れた。
1820年に40歳で捜査官（inspecteur：私服警官と呼ばれる刑事の階級で、現在のフランス警察のlieutenant（警部補）に相当）となってモントルイユ＝シュル＝メールに赴任するが、有名人であるマドレーヌのことを、昔トゥーロンで見たジャン・ヴァルジャンではないかと疑い続ける。
ある日、バマタボワといざこざを起こしたファンティーヌ（コゼットの母）を逮捕するが、マドレーヌ市長（ジャン・ヴァルジャン）が自らの裁量でファンティーヌを釈放してしまったことに憤慨し、とうとう彼をジャン・ヴァルジャンとしてパリ警視庁へ告発しに行く。結果、シャンマティユーの一件でついにヴァルジャンを捕らえるものの、後に逃げられてしまう。
ヴァルジャンを逮捕するための助っ人としてパリに招集され、警視庁の上層部にその熱意を買われた彼は一等捜査官 （inspecteur de première classe：現在のフランス警察のcapitaine （警部）およびcommandant （上級警部）に相当）としてパリに駐在することになる。
彼は六月暴動の際、警察のスパイとしてアンジョルラス率いる暴徒に紛れ込むが、ガヴローシュに正体がばれて捕虜にされてしまう。その時、彼を救ったのが、意外にもジャン・ヴァルジャンであった。ヴァルジャンは暴徒らからジャヴェールの処刑役を買って出て、銃を空に向けて一発撃ち、「処刑した」ことにして逃がしたため、ジャヴェールは意表をつかれてしまう。
その後、マリユスを助けるため下水道を通って脱出したヴァルジャンが出てきたところを捕まえたが、ヴァルジャンの願いで、待たせていた馬車で、まず一緒にジルノルマン邸へマリユスを送り届けた。さらに、一旦自宅へ戻りたいというヴァルジャンをロマルメ通りへ送り届けた後、ヴァルジャンを逮捕することなくその場から立ち去った。正しき人と化したヴァルジャンを逮捕することができなかったためである。ヴァルジャンと対峙することで、彼は自身が信奉してやまなかった法にも欠点があり、法が語っていることは必ずしもすべてではないこと、社会は完璧にできていないことを痛感させられた。
法律が支配する秩序の世界ではなく、神が支配し、道徳や親切、寛容がある世界を感じて心が乱れ、信念が崩壊してしまった彼は、シャトレー広場 (Place du Châtelet) の派出所で意見書をしたためた後、1832年6月7日未明、ノートルダム橋の欄干から投身自殺を図った。52歳で死去。
シャルル=フランソワ=ビヤンヴニュ・ミリエル (Charles-François-Bienvenu Myriel)

10歳年下の妹、バティスティーヌ嬢 (mademoiselle Baptistine) と、女中であるマグロワール夫人 (madame Magloire) との3人で慎ましく暮らす司教。1739年ごろ、プロヴァンス生まれ。バティスティーヌ嬢のほかにふたりの兄弟がおり、ひとりはフランス軍の将軍、もうひとりは知事を務めた。彼には崇高なまでの子供らしさと深い愛があり、ある日彼は1匹の蟻を踏み潰すまいとして足をくじいてしまったことさえあった。しかし一方では、零落した元革命委員と議論を戦わせるなど、筋金入りの王党派であるとされ、ナポレオンを嫌っている。
若い頃に結婚し、社交や色恋に埋もれていたが、フランス革命のいざこざによって家族は四散し、イタリアに亡命。肺の病を患っていた妻を亡くした後、子供がなかった彼は司祭となって帰国する。1804年にブリニョル (Brignoles) の主任司祭となった彼は、1806年にディーニュの司教に任命される。以後、地域の貧しい住民のために慈善活動を続け、自らは倹約に倹約を重ねた生活を送ったことから、「ビヤンヴニュ（歓迎の意）閣下」(monseigneur Bienvenu) と呼ばれて民衆に慕われる。その噂はディーニュ周辺に広がり、山賊すらも盗んだ寺院の宝を彼宛に返すほどである。
「無学の人間に教育をほどこし、自らが作り出した闇に責任を負うことこそ社会の責務である」、「罪を犯すことがあっても常に正しき人であるべき」というのがモットー。ある出来事がきっかけで人が他人の命を裁く死刑という制度に疑問を抱くようになる。そのような思想と言動から、彼は出世コースを外れた《はぐれ者》になってしまうが、彼は微塵も気にせず慈善活動に明け暮れる毎日を送った。
1815年10月のある日、行き場のないジャン・ヴァルジャンを司教館に泊めてもてなしたが、その夜、彼に銀の食器を盗まれてしまう。次の日の朝にヴァルジャンは憲兵に捕らえられるが、ミリエル司教は彼を咎めず「食器は私が彼にあげた物だ」と言って放免させる。唖然とするヴァルジャンに向かって、さらに2本の銀の燭台を差し出し、「正直な人間になるために、この銀器を使いなさい」と諭す。昔から残っている数少ない宝と大伯母の遺品を託した彼の行動は、ヴァルジャンの人間性を大きく変えることとなる。
1821年のはじめ、82歳で永眠。当時「マドレーヌ氏」であったヴァルジャンはその報せを知るや否や、彼のために喪服を着て過ごした。
ファンティーヌ (Fantine)

1796年生まれの、美しい髪と前歯を持つ可憐で純粋な美女。モントルイユ＝シュル＝メール生まれの孤児で、ファンティーヌという名は通りすがりの人からつけられた。町に教会がなかったため洗礼を受けていない。10歳で近隣の農家へ出稼ぎに行き、15歳でお針子娘としてパリに出た彼女は、トゥールーズ出身の老学生フェリックス・トロミエス (Félix Tholomyès) と夫婦のように愛し合い、1815年、19歳のときに娘コゼットをもうける。しかし、1817年にトロミエスが突如故郷へ帰ってしまったことがきっかけで生活が一変する。翌年の春、57フランを支払ってコゼットをテナルディエ夫婦に預けると、故郷モントルイユにあるマドレーヌ市長の工場で働くことになる。
だが、その言動から、女工仲間から疎まれ、怪しまれる存在になり、しまいには隠し子がいることがばれて工場を解雇されてしまう。この頃からコゼットの養育費の支払いが滞り始める。シャツを縫う仕事を始め、身体を酷使し、それでも金が足りないときは娘のために自分の大事な前歯と美しい長い髪も売って金をつくった。何もかも売ってしまって金が足りない彼女は、ついに売春に走ってしまう。生活苦に陥るたびに、彼女の精神はコゼットへの愛で高揚し、精神的に麻痺していくようになる。
コゼットを手放してから5年目の冬、27歳になった彼女はバマタボワ氏 (M. Bamatabois) というハイカラ男といざこざを起こして逮捕されそうになったところを、マドレーヌ市長ことジャン・ヴァルジャンに助けられる。コゼットを手放した頃から胸を患っていた彼女は、ヴァルジャンにコゼットのことを託し、コゼットと再会できるよう計らってもらう。
ヴァルジャンに保護された頃には、彼女はすっかり堕落しており、精神的にすさんでしまっていた。解雇はヴァルジャンが真実を知らないところで起きてしまったが、最初は自分を解雇したヴァルジャンをひどく恨んでいた。しかし、真実を知ったヴァルジャンが謝罪し、自分たち母娘を身受けすると言ってくれた時には、すっかり彼を信頼した。
この頃には胸の病気は診療所でもどうにもできないほどひどく悪化しており、精神も混乱していた。彼女は、コゼットに逢えるという幸福感に浸りながら、ヴァルジャンが書いた委任状に署名する（この委任状はテナルディエに対し、有効な手段となる）。
だが、診療所にやってきたジャヴェールに、頼りにしていた市長マドレーヌが徒刑囚ジャン・ヴァルジャンであることを伝えられ、コゼットにも逢えないと知ってしまった彼女は、ベッドの上でショック死してしまう。しかし、ヴァルジャンは彼女が息を引き取る間際、何事かを耳打ちし、それに応えたかのように、青ざめた顔は微笑を帯びているように見えた。27歳没。
没後、亡骸は貧民のための共同墓地へ埋葬された。
コゼット (Cosette)

コゼットというのはファンティーヌがつけた愛称で、本名はユーフラジー (Euphrasie)。
1815年にファンティーヌとトロミエスとの間に出来た娘。純粋無垢で心優しく、心を許した他人に身をゆだねる、素直で明るい少女。
1818年の春、間もなく3歳になるという年齢でテナルディエ一家に預けられ、世間では「ラルーエット」（l'Alouette, ひばり）と呼ばれていた。物心つかないうちにテナルディエ一家に預けられたため、母のことをほとんど覚えておらず、母がファンティーヌという名前であることも知らない。
幼い頃からテナルディエ一家からむごい仕打ちを受けていたため、ネガティブで弱々しい子供になってしまっていた。体格も、8歳だというのに6歳前後にしか見えないぐらいほど小さくやつれていた。しかし、1823年のクリスマスにヴァルジャンに引き取られてからは、それまで手にすることの出来なかった愛する機会を手に入れ、ヴァルジャンに親愛の情を抱くようになっていく。
フォーシュールヴァン爺さんが住み込みで働くパリのプティ・ピクピュス修道院で教育を受けるようになり、それ以降はフォーシュルヴァン爺さんの姪「ユーフラジー・フォーシュールヴァン」(Euphrasie Fauchelevent) として生きていくこととなる。修道院での生活は、彼女に笑顔を取り戻させ、極端に激しかった人見知りもすっかり改善された。
14歳のときに修道院を出た彼女は、プリュメ通りの邸宅で何ひとつ不自由しない生活を送るが、自分のために生活を切り詰めているヴァルジャンを常に心配している。ジャン・ヴァルジャンを「お父様」(père) と呼んで彼を心から慕って愛し、彼の精神的な支柱となっていくが、彼の素性に関しては何も知らない。
やがて成長して美しい女性になった彼女は、リュクサンブール公園にて、マリユスより半年ほど遅れて彼に惚れてしまう。そして、自宅の庭園で再会したマリユスと激しい恋に落ちてしまう。様々な試練に見舞われたものの、1833年2月16日、晴れてマリユスと結婚。60万フラン近くの財産を持つ百万長者のポンメルシー男爵夫人となり、ジルノルマン邸で夫とその家族らと幸せに暮らしていくが、それは同時に今まで共に生きてきたジャン・ヴァルジャンとの、悲しい別れでもあった。
ヴァルジャンの不可解な言動と、彼の素性を知り軽蔑を抱き敵視するようになった夫マリユスの行動により、徐々にヴァルジャンに引き離されるようになっていくが、真実を知ったマリユスがすすんでヴァルジャンとの再会を希望する。昔のように父娘一緒に同じ屋根の下で暮らしたいと望むが、ヴァルジャンは危篤状態にあった。晩夏の夜、ロマルメ通りのアパルトマンで、銀の燭台の灯す薄明かりのもと、夫婦一緒にヴァルジャンの最期を看取った。
後述の通り、彼女のモデルは若き日のユーゴーの夫人アデールと愛人の女優ジュリエット・ドルーエである。コゼットの美貌と彼女への愛情は、若き日のユーゴーを惹きつけたアデールのそれと符合するし、幼少のコゼットの境遇は、両親と別離して非道なおじに育てられ、結局修道院に入ったジュリエットのそれと一致している。愛人がたくさんいたユーゴーだが、ふたりは特別な存在であったがゆえに、その分身ともいえるコゼットには幸福であってほしかったのだろう。その証拠と思われるのが、ふたりの結婚式の日である。コゼットとマリユスが結婚した1833年のマルディ・グラはユーゴーとジュリエットが正式に愛人関係を結んだ日である。本来ならば1833年のマルディ・グラは2月19日であるが、本作では2月16日となっている。
マリユス・ポンメルシー (Marius Pontmercy)

パリで弁護士をしながら暮らす貧乏な青年。自由主義者で夢想家。自身の行動を後々後悔することが多い、激情的だが内省的、そして祖父に似て頑固な性格の持ち主。黒髪に黒目、中背の美青年。1810年に生まれるが、母を1815年に喪い、父は母方の祖父ジルノルマンに勘当される。ジルノルマンに大切に育てられるが、幼少の頃から鬱積していた祖父への不快感と父の死をきっかけにボナパルティズムに傾倒する。思想の違いから祖父と対立して家を飛び出し、各地を転々としていたが、ヴァルジャンとコゼットも暮らしていたゴルボー屋敷の屋根裏部屋に落ち着き、親友クールフェラックの誘いを受けて、ABCの友に所属するようになる。
ある日、リュクサンブール公園で「ルブラン氏」(M.Lebelanc) ことジャン・ヴァルジャンとコゼットの親子連れに出会う。最初はふたりのことをさほど気にせず、コゼットにも心惹かれていなかったが、半年後、美しく成長したコゼットに心を奪われてしまう。そして、拾ったハンカチのイニシャルから「彼のユルシュール」(son Ursule) と勝手に命名する。
父の遺言に従い、彼はワーテルローの戦いで父の命を救った男テナルディエを探していた。死んだ父に代わり、テナルディエに恩を返そうと固く誓っているが、その行方はわからなかった。しかし、隣人ジョンドレットがテナルディエであると知り、ショックを受ける。彼が破産して、一家ともども行方知れずになっていることは、5年前（=1827年）、モンフェルメイユを訪れたときに知ったが、このような形で彼を見つけるとは思ってもいなかった。さらに、テナルディエがパトロン＝ミネットと手を組んで、「ユルシュール」の父を自宅に監禁して金を要求する様を見て愕然とする。しかも、「ユルシュール」のものだと思って拾ったハンカチがルブラン氏（ヴァルジャン）のものであると知って幻滅してしまう。結局テナルディエたちは逮捕されてしまう。この1832年2月3日の夜の事件があまりに衝撃的な事件だったので、ゴルボー屋敷から夜逃げ同然で逃亡し、ヴェルリー通り (Rue de la Verrerie) 16番地にあるクールフェラックの家に世話になるようになる。
しばらくして、エポニーヌの協力を得て、プリュメ通りにある「ユルシュール」ことコゼットの自宅の庭園で彼女と再会する。それからというもの、コゼットとの逢瀬を重ね、全てを忘れ愛にのめり込んでいくようになる。だが、コゼットからイギリスへ渡る予定を聞かされ、マリユスはコゼットとの結婚を考えてジルノルマン邸を訪れたが、一蹴された。
立ちふさがった試練を乗り越えられず、絶望の淵に追いやられたマリユスは、エポニーヌの誘いを受け、六月暴動へと身を投じる。この暴動による命の危機を脱出できた後、コゼットとの結婚を許した祖父と和解する。翌年の2月にコゼットと結ばれ、弁護士ポンメルシー男爵として多忙ながらも愛と幸せに満ちた生活を送ることとなる。
結婚式の翌日、ヴァルジャンから「自分は徒刑囚だ」と聞かされ、恐怖し混乱した末に、コゼットを守ろうとしてヴァルジャンと決別し、自宅からも遠ざけようとする。だが、弁護士としての活動にいそしむ1833年の晩夏、テナルディエが来訪したことで、自らの間違いを知ることになる。善人とうたわれたマドレーヌ市長の預金をヴァルジャンが盗んだのではなく、ヴァルジャン自身がマドレーヌであったこと、六月暴動の際、ヴァルジャンはジャヴェールを処刑したように見せかけて逃がしたこと、何より瀕死の重傷を負った自分を救った人物がヴァルジャンその人であったこと――命の恩人であるヴァルジャンへの恩を結果的に仇で返してしまったことを知った彼は、ヴァルジャンをおとしめて金をせしめようとしたテナルディエに金と罵言を叩き付けて、急いでコゼットを連れてヴァルジャンを迎えに向かう。
数々の文庫本の紹介にもあるように、彼は若き頃のユーゴー自身がモデルとなっている。ナポレオンに仕えた軍人の父、王党派の母、主張の異なる両親の諍い、父の職務ゆえの別離、父の没落、父との再会とボナパルティズムへの理解など、ユーゴーの人生はそのままマリユスの少年時代の境遇に反映されている。そして、闘争に明け暮れるその姿は、まさにユーゴーの分身と言っても過言ではない。

### テナルディエ一家 (Les Thénardier)

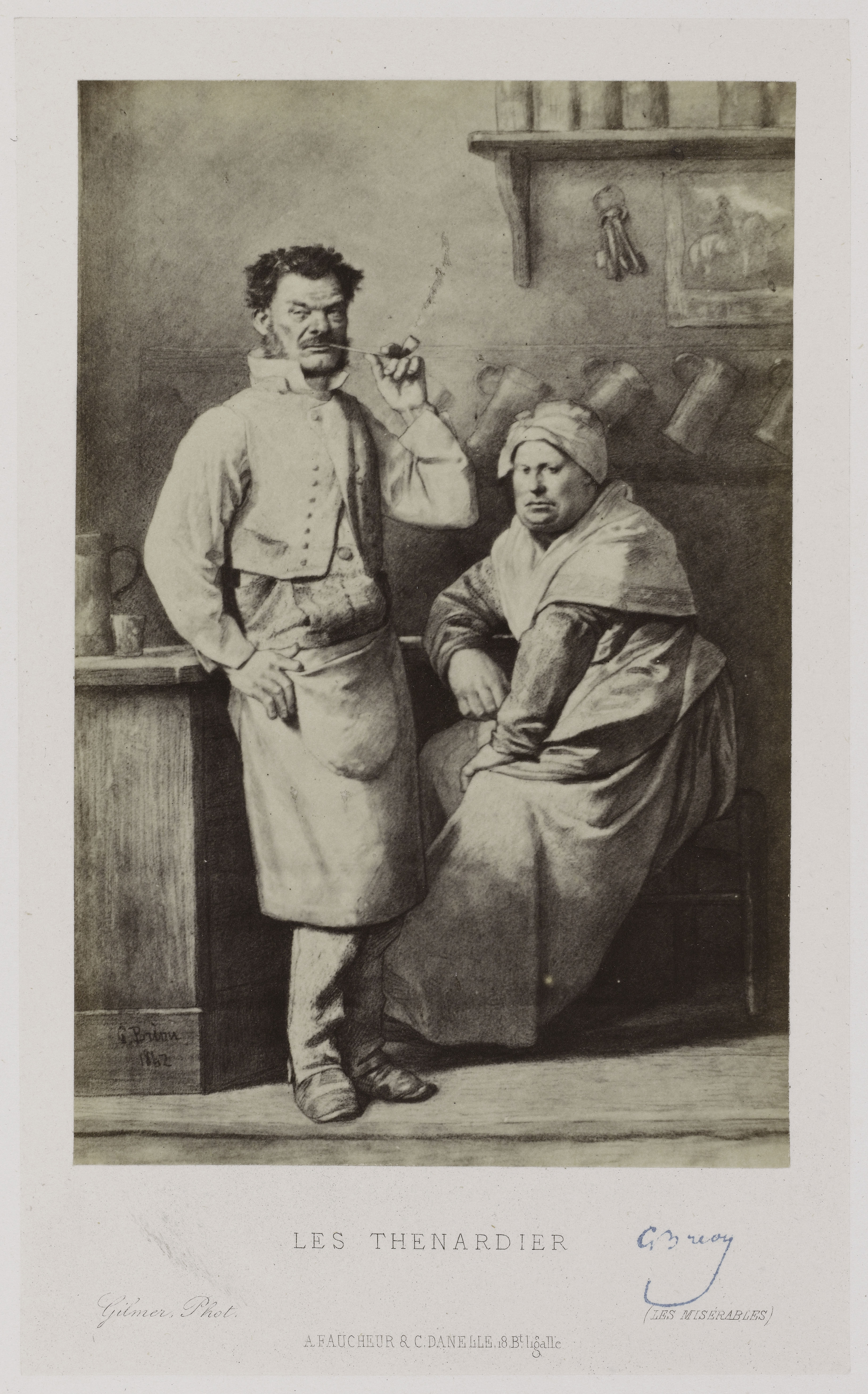
テナルディエ夫妻。ユーグ版より。

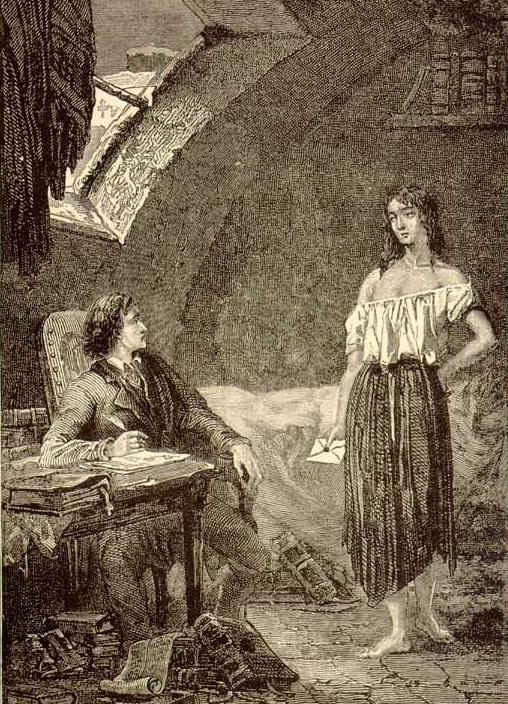
エポニーヌとマリユス。ユーグ版より。

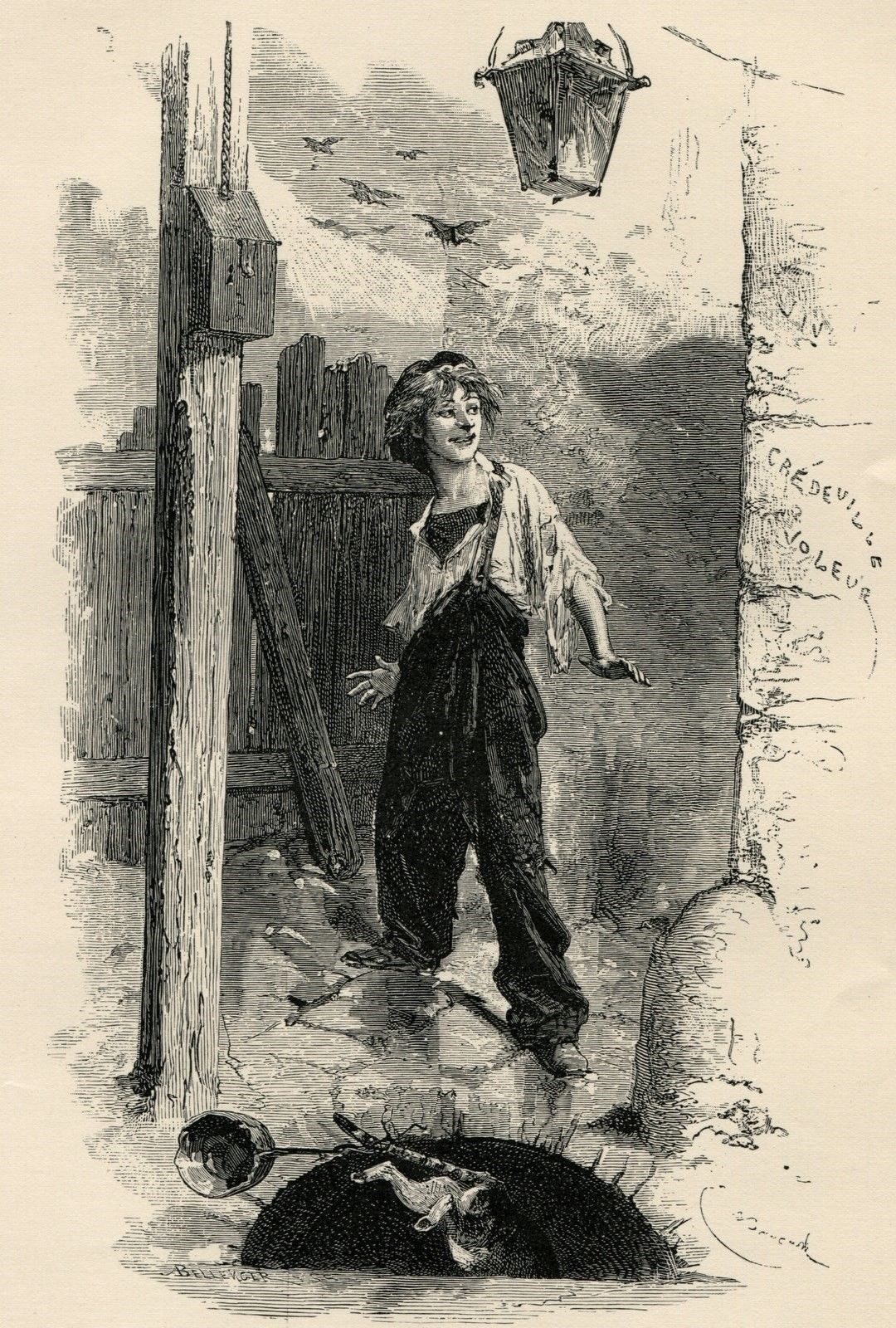
ユーグ版より。

テナルディエ (Thénardier)

「テナルディエ」とは苗字であり、ファーストネームは不明。パリ郊外のモンフェルメイユで宿屋（安料理屋）を経営する根っからの小悪党。背が低く、やせぎすで病人のような男。小学校に行っており、文章は書けるものの、「サービス料」(Service) を「サーヴス料」(Servisse) と言い誤るなど、言葉尻になまりが出てしまうのが欠点。
1815年6月のワーテルローの戦いでは軍曹だったと自称しているが、これは全くのでたらめで、酒保商人兼かっぱらいが本業であった。このときに戦死した軍人らの死体からかっぱらった遺品を質に入れた金で宿屋を開いた。
客室の鏡1枚にも客に宿賃をふっかけるほど、ラクに金を搾り取る方針で宿屋を経営していたが、コゼットを引き取った頃には早くも宿屋の経営に行き詰ってしまい、借金がかさみ始めていた。しかし、本気で商売に取り組もうとせず、コゼットの衣類を全部パリの質屋に入れ、幼い彼女を女中としてタダ働きさせて精神的に虐待する一方で、ファンティーヌに養育費と称して様々な理由をつけては金をせびり続けた。だが、コゼットを預かってから5年が過ぎた1823年のクリスマス・イヴに、白髪の謎の男が宿屋を訪れる。できる限り金を搾り取ろうと大金をふっかけるが、コゼットに関わることであればどんな法外な金額にも応じる謎の男ジャン・ヴァルジャンに驚き、コゼットを1500フランで引き渡す。しかし、15000フランでも応じたかもしれない金持ちらしき男に、当時抱えていた借金とほぼ同額の額面でコゼットを「売って」しまったことを、彼は後後まで後悔することになる。
その後1824年から1826年の間に宿屋が破産したため一家でパリに移住し、「ジョンドレット」(Jondrette) と名乗るようになる。ゴルボー屋敷の屋根裏部屋に住み、悪事を働く一方で、善人と思しき人物宛に手紙を書いては娘たちに届けさせるという、乞食まがいの生活をして暮らす。
1832年2月3日、手紙を読んで自宅を訪れた「ルブラン」ことヴァルジャンから大金をせびり取ろうと、モンパルナッス以外のパトロン=ミネットの主要メンバーとともに自宅に彼を監禁するが、ジャヴェールの手で家族や仲間とともに検挙されてしまう（ゴルボー屋敷待ち伏せ事件）。
パトロン＝ミネットのメンバーとともにラ・フォルス監獄 (Prison de la Force) に収容されていたが、息子ガヴローシュらの助力で脱獄に成功する。のちに「男爵になり損ねた男・テナール (Thénard)」として、コゼットと結婚したマリユスの前に姿を現す。
最終的には作者ユーゴーですら「救われない」と言わしめた悪党となる。
脱獄を助けた息子ガヴローシュの顔を覚えていない上に（暗い中で見えなかったこともあるだろうが）、感謝の言葉ひとつかけなかった。その後は下水道に潜伏し、警察の追っ手から逃れていた。六月暴動で重傷を負ったマリユスを抱えたジャン・ヴァルジャンと交渉するときも、ヴァルジャンが持っていた金を「山分けしよう」と言いながら独り占めし、ヴァルジャンとの遭遇を自分が有利になるような口実にしようとした。
「テナール」と名乗った彼は、マリユスに嫌悪感をもって出迎えられた。妻と娘を連れて植民地の村へ向かうために2万フラン欲しいと言って、ジャン・ヴァルジャンの悪党ぶりを証明しようとする。しかし、かえってそれはヴァルジャンの偉業をたたえることになってしまい、彼の立場を悪くする結果につながる。それはマリユスを激昂させる結果となるが、アメリカでもらえる2万フランの手形と大量の紙幣をせしめることができた。その金で唯一生き延びた家族アゼルマと渡米するが、そこでも身を持ち崩し、最終的に奴隷貿易に身を投じることになる。
1815年、マリユスの父ジョルジュをワーテルローで助けたのは、兵士の遺留品をかっぱらっていた時に偶然生きていただけにすぎなかったからだった（そのとき、ジョルジュの持ち物もかっぱらっている）。なお、マリユスに教えられるまでは、命を助けた人物は将軍だと思い込んでいた。
テナルディエ夫人 (Madame Thénardier)
テナルディエの妻（ファーストネームは不明）。宿屋のおかみ。ブロンドの髪（第1部での初登場時では赤毛となっていた）を持ち、赤あざでデコボコした顔に女性でありながら口ひげをはやした、口八丁手八丁の恰幅の良い大女。夫よりは12～15歳ほど年下である。窓ガラスや家具すら震え上がるほど響く声と、くるみを一打で叩き割るほどの怪力の持ち主。夫に負けず劣らずの悪党だが、息子ふたりを売るときに一抹の寂しさを覚えたこともあり、若干の良心は持っている模様。
自分の娘は可愛がるが、自分の息子や他人の子供には愛情を持てず、夫しか怖がらない偏った心の持ち主。それゆえに、里子のコゼットに無茶な肉体労働をさせたり、顔面を殴ったりするなど肉体的な虐待を加えた。ゆえにコゼットは彼女を極端なまでに恐れた。
1800年代初頭に有名だった作家ピゴー・ルブラン (Pigault-Lebrun) やデュクレー・デュミニル (François Guillaume Ducray-Duminil) の書いた、淫猥でくだらない小説をよく読み、娘たちに読んでいた小説の登場人物の名をつけ、おめかしさせて、荷馬車にぶらさがった大きい鎖でできたブランコで遊ばせていた。しかし、息子のガヴローシュが泣き続けても、彼女は「くさくさしちまう」と言って放置し続けた。
実はガヴローシュの弟をふたり産んでいるが、手持ち無沙汰であったため、1823年、パリ在住の悪女マニョンに月10フランの貸賃で息子たちを売った。
その後、夫や子供たちとともにパリに移住。娘たちには愛情を注いでいたが、夫への愛情は冷めていった。ゴルボー屋敷での一件で夫や娘たちとともにジャヴェールに逮捕され、みじめな最期を迎えることとなる。
ゴルボー屋敷待ち伏せ事件では、男たちが次々と降参する中、最後までジャヴェールに抵抗した。しかし、結局、先に逮捕されたふたりの娘の身の上を嘆きながら、夫と一緒に逮捕される。サディズムの語源となったサド侯爵も収監されたサン・ラザール監獄 (Prison Saint-Lazare) にて、予審中に獄死した。
エポニーヌ (Éponine)

テナルディエの長女。フルネームはエポニーヌ・テナルディエ (Éponine Thénardier) 。エポニーヌはユリウス・サビヌスの妻の名、エポニーナ (Eponina) のフランス語形で、女神エポナに由来する。
テナルディエ一家のなかでフルネームが紹介されているふたりのうちのひとり、栗色の髪の毛の少女。1815年の終わりに生まれたので、コゼットとは同い年である。母親に溺愛されて育ち、コゼットを軽蔑した。幼い頃はきちんと教育も受け、村娘ではなく町娘と思われるほど綺麗な格好をしていたので愛らしかった。貧民としてパリに移り住んでからは、汚い格好をして、父親の悪事を手伝い何とか生きている。
1832年2月2日の夕刻、妹アゼルマと一緒に警察から「ずらかっている」最中に落とした手紙がきっかけでマリユスと知り合う。マリユスに恋心を抱くが、そのときすでに彼の目はコゼットに向けられていた。それでも彼女は、マリユスの恋の相手がかつて女中であったコゼットとは知らないまま、マリユスのために影となり、彼の恋の成就を手助けしたり、彼の知り合いの世話をしたりする。一度はプリュメ通りの家でコゼットとマリユスが会っていたときにテナルディエとパトロン＝ミネットの4人の頭とブリュジョンが押し入ろうとしたところを命がけで守ったこともあった。
それらはすべてマリユスの笑顔が見たかったからなのであるが、その気持ちに気づかないマリユスは、彼女に笑顔を見せると約束していてもその約束などすっかり忘れ、笑うかわりに5フランを与えようとした。しかしそんなことがあっても決して彼への気持ちはさめなかった。その過程で、かつては口にしていた隠語も喋らなくなり、みずぼらしい身なりをしていても美しく見えるようになっていく。
ヴァルジャンに向けて「出て行け」と書かれた手紙を投げ渡した謎の人物の正体は、彼女である。彼女は作業服を盗み、男装して、プリュメ通りに現れた。マリユスに六月暴動への参加を促し、ロマルメ通りでコゼットからマリユスあての手紙を受け取ったのも、バリケードにすべりこんだマリユスを1発の銃弾から護るために身を挺したのも、すべて彼女であった。
彼女がマリユスを暴動に誘い出した背景には、「現世で結ばれないなら、同じ場所で死にたい」という、マリユスを愛する彼女のいじらしさが現れている。コゼットからの手紙をマリユスに渡したのも、彼の前では「行いの悪い貧乏人」ではなく、愛する人をあざむかない「純粋な女」であり続けたかったからであろう。
彼女の手のひらと胸を貫通した銃弾は致命傷となり、1832年6月5日の夜、最期のときに自分の思いを打ち明け、マリユスに看取られながら、本望のままこの世を去る。約束通りマリユスに自分の額に接吻してもらった。16歳という若さだった。
アゼルマ (Azelma)
テナルディエの次女。褐色の髪の毛の少女。フルネームはアゼルマ・テナルディエ。母親に「ギュルナール」(Gulnare) と名づけられてそうになっていた。エポニーヌと共に母親から溺愛され、姉や母と同様にコゼットを見下した。貧しさで身を持ち崩した彼女は、姉と一緒に父親の悪事を手伝っていた。ヴァルジャンが家を訪れる前、窓ガラスに片手を突っ込まされて大怪我をしたこともある。しかし、その数時間後に発生したゴルボー屋敷待ち伏せ事件で、最初に逮捕される。
のちに逮捕されたエポニーヌと一緒にマドロンネット監獄 (Couvent des Madelonnettes) に収容され、証拠不十分として釈放された後、どう生きてきたか詳細は知られていない。しかし、姉のように真の愛を知らなかった彼女は悪の道に走っていたことだけは確かで、低俗な隠語を喋り、父にもぞんざいな口をきいていた。1833年のマルディ・グラ限定で警察の下司女（下級女役人）として働かされていた。
マルディ・グラの時、顔に黒いヴェールを身につけた下品な少女として登場。父の依頼を嫌々ながら引き受け、コゼットとマリユスの婚礼馬車の後をつけることになる。その後の詳細はテナルディエの項を参照のこと。
ガヴローシュ (Gavroche)

パリの路上でたくましく生活する典型的な浮浪児。色白で、ひ弱そうだったが、陽気な性格でいつも歌を歌ったり、はしゃいだり、たえず人をからかったりしている。しかし、同時にこの上もなく暗くうつろな心を抱いている。
1820年の冬にテナルディエの長男として生まれる。エポニーヌとアゼルマの実弟だが、両親（とくに母親）に愛されず放置された。しかし彼はそのことを特には気にしていないらしい。別に誰も恨んではいなかったし、親とはいかなるものかを理解していなかった。それでもやはり親が恋しかったのか、父親の脱獄に手を貸したときには父親が自分に気がついてくれるのを期待して、しばらくそばの石に腰を下ろしていた。しかし、目もくれなかったため彼はそのまま立ち去って行った。
そんな親の愛を知らない哀れな子供ゆえ、家族とパリへ出てからはバスティーユ広場の巨大な象の建造物の腹の中が彼の住処となり、日の明るいうちは路上で過ごすようになる。3か月に1度くらいは家に帰ってくるのだが、歓迎されずにいるため、またもとの往来へと戻っていく。だが、ゴルボー屋敷待ち伏せ事件で、帰る家とそこにいるはずの家族をなくしてしまった。
冬でも麻のズボンをはき、大人物のどたどたと音のする靴を履いている。まったく大人を怖がらず、モンパルナッスをはじめとするさまざまな悪党や、ABCの友のメンバーたちと付き合っている。役者の知り合いもいて、姉のエポニーヌに芝居の切符をあげたりしている。ナヴェ (Navet) という浮浪児仲間もいる。
歌のレパートリーは幅広く、ラ・マルセイエーズ、流行のシャンソン、彼が作詞した即興替え歌、まったくのオリジナルなどをいつも歌っている。タンプル大通り (Boulevard du Temple) 界隈の大人たちからは「プティ・ガヴローシュ」（Petit Gavroche, ガヴローシュの小僧）と呼ばれ、邪険に扱われる。
ガヴローシュという名前は本当の名前ではなく、彼の父親が偽の名前を使っていたのをまねして「ガヴローシュ」と妙な名を名のっている。ユーゴーはこのことを「何らかの理由で素性を隠すため、本名を断ち切ってしまうのが惨めな家族の本能みたいなものである」と語っている。
一度床屋に施しものをねだっていた幼い7歳と5歳の兄弟に白パンをおごってやり、自分の住処であるバスチーユの象に泊まらせてやったのだが、実はその兄弟は自分の弟たちであった。結局、彼らはお互いにそのことを知らないまま別れてしまった。
1832年の六月暴動に参加する。
実はマリユスはガヴローシュを救おうとしていた。マリユスがエポニーヌから手紙を受け取った後の6月5日12時頃、自分の父を結果的に救ったテナルディエに報いるため、コゼット宛に書いた手紙をガヴローシュに持たせ、すぐにバリケードから出て翌朝コゼットに届けるよう指示、戦いの場から逃そうとする。しかし最後まで戦いたいガヴローシュは手紙をさっさと届けることにし、ロマルメ通りでたまたま出くわしたジャン・ヴァルジャンに手紙を厄介払いした後、田舎者から荷車を盗んだり、軍曹といざこざを起こしたりなど、好き勝手にやって、戻って来てしまう。
そして、1832年6月6日、「この防塞には10個ばかりの弾薬しか残らないだろう」というアンジョルラスのその言葉を聞いたガヴローシュは、カゴを手に、敵側の死体に残る弾薬を集めるために散弾が飛び交う中をバリケードから出て行った。初めはその小さい体と、霧のようにたなびいている硝煙のおかげで、敵に見つかることなく通りのかなり向こうまで進むことができたが、進みすぎてしまい、敵の格好の標的にされてしまう。しかし彼は少しもひるまず、帰ってこようとしなかった。
当時ひそかに流行していたシャンソンの替え歌のルソーやヴォルテールを愚弄する歌をうたい、敵の銃弾から華麗に身をかわしながらまるでギャマンの妖精のように弾を拾っていたが、途中で2発の銃弾を受けてしまう。1発目では何とか起き上がり、両手を高々と上げて、また歌を歌い始めたのだが、歌が終わらぬうちに、2発目を受け、絶命。まだ12歳であった。ガヴローシュの遺体と集めた弾薬は、マリユスらがバリケードへ持ち帰った。
彼が助けた実の弟たちは、浮浪児としてたくましく生きていくようになる。

### ジルノルマンの一家
リュック＝エスプリ・ジルノルマン (Luc-Esprit Gillenormand)
マリユスの母方の祖父にあたり、母親の違う2人の娘がいる（次女はすでに死去）。フィーユ・ドゥ・カルヴェール通り6番地の邸宅に住んでいる、2番目の妻に財産のほとんどを食いつぶされたブルジョワ。90歳を過ぎても、物言いも身のこなしもしっかりしている。洗礼名のリュック＝エスプリとは「使徒ルカ・聖霊」という意味をもつ。
好色家の社交人として知られ、ふたりの妻とたくさんの情婦を持っていたが、現在は50歳過ぎの長女ジルノルマン嬢 (mademoiselle Gillenormand l'aînée) や、バスク (Basque) を初めとする召使、全員まとめてニコレット (Nicolette) と呼んだ女中とともに暮らしており、元女中のマニョンに「息子」2人の「養育費」を支払っている。
1789年（＝フランス革命）を心底憎み、ナポレオンの下で働く次女の夫ポンメルシーを勘当同然に扱うなど、生粋の王党派のため、後にボナパルティズムに走ったマリユスとも対立してしまう。
しかし、心の底からマリユスを可愛がっていた彼は、六月暴動をきっかけにマリユスと和解する。さらに自身の政治上の主張も捨て、マリユスが男爵と名乗ることを許した。しかも、一度反対したコゼットとの結婚を快諾し、彼女の美貌と境遇を心から絶賛した。
彼の存在には、ユーゴーの母ソフィア・トレヴュシェが投影されているといわれている。ソフィアは王党派であり、それゆえ夫であるジョセフ・レオポルドと仲違いを起こすことが多かった。心の底からユーゴーの才能を認め、心の底から彼を愛する一方、彼の妻アデールとの結婚は猛反対している。
ジョルジュ・ポンメルシー (Georges Pontmercy)
ナポレオン軍の少佐。王党派のジルノルマンの次女と結婚し、1810年にマリユスの父となる。ワーテルローの戦いの最中に手柄を立て、ナポレオンから直に陸軍大佐に昇進し、男爵の地位を貰ったが、戦後政府に無効にされる。ワーテルローで重傷を負い、死にかけたところを「軍曹」テナルディエに「救われ」、彼を命の恩人であると思う。同時期に妻を失い、義父ジルノルマンにマリユスと会うことを禁じられた。しかし、伯母に連れられて教会へ礼拝に来るマリユスをじっと見守り続けた。
その後、ヴェルノン (Vernon) の橋の近くに家を構え、セーヌ川沿いに美しい庭園を築く日々を送るが、1827年、肺炎を患い、17歳になったマリユスが自宅にやって来る直前に、一通の遺書を残してこの世を去る。
彼のモデルとなった人物は、ユーゴーの父ジョセフ・レオポルド・シジスベール・ユーゴーであるといわれている。ジョセフ・レオポルドはナポレオン1世のもとで軍人として戦い続け、スペイン貴族の資格まで与えられた有能な男であった。しかし、戦後政府によって名誉を剥奪され、一介の大隊長に過ぎなくなってしまう。マリユスがジョルジュと離れて暮らしたように、ユーゴー自身も成長するまではジョセフ・レオポルドと離れて暮らすことがほとんどだった。しかし、ユーゴーが世に認められてからは付き合いが増え、ボナパルティズムや父の生き方を理解していくようになる。
テオデュール・ジルノルマン (Théodule Gillenormand)
ジルノルマンの大甥（甥の息子）で、マリユスのはとこにあたる陸軍中尉 (lieutenant)。槍騎兵。美しい青年将校で、普段は家を離れ、兵営で暮らしている。長女のジルノルマン嬢にたいそう気に入られているが、見識が軽薄でうぬぼれ屋で礼儀がなっていないため、大伯父のジルノルマンには嫌われている。また、コゼットからもあまり良く思われていない。
マリユスと顔を合わせたことが一度もなかったが、ジルノルマン嬢の頼みでマリユスを偵察することになる。

### パトロン＝ミネット

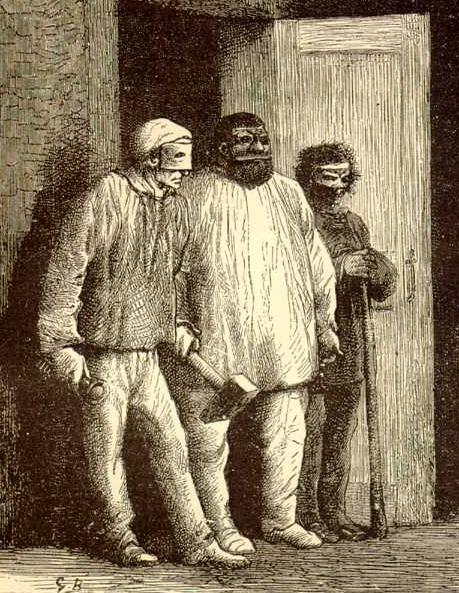
パトロン＝ミネット。ユーグ版より。左からクラクスー、グールメール、バベ。

パトロン＝ミネット（Patron-Minette、子猫男爵）とは、1830年から1835年にかけてパリで暗躍した悪党集団。4人の頭を中心に構成されている。「パトロン＝ミネット」という名は、朝に仕事が終わるという意味からつけられた。彼らは夜に目を覚まし、ラ・サルペトリエール救護院 (Hôpital de la Salpêtrière) の近くの草原に集まり、そこで会議を開く。そして、ひと肌ぬぐ必要があり、金になる悪事ならば、4人の頭はそれぞれ必要なだけの手下を他の頭に貸して（頭自身も参加して）悪事を働くのだった。
バベ (Babet)
頭のひとり。自称化学者。ひよわで薄っぺらい身体をしているが、気取り屋で饒舌で動作が大げさな男。道化役者をやったり、『国家の元首』の石膏や肖像画を売ったりしてきたが、家族を故郷に捨て、立身出世のために単身パリへやって来た。ひとくせもふたくせもある男で、心の奥底で何を考えているか全く分からない。
昔からの習慣で、暗黒社会を生きるものにはめずらしく新聞を読む。
1832年2月3日の、いわゆる「ゴルボー屋敷待ちぶせ事件」で逮捕され、テナルディエらとともにラ・フォルス監獄に収容されたが脱獄に成功。
グールメール (Gueulemer)
パトロン＝ミネットの頭のひとり。年齢は40歳弱で、ラルシュ・マリオン通りの下水道を隠れ家にしている。6フィート（約183センチ）もある身の丈と大理石のような胸板、青銅のような腕の筋肉、巨人のような胴と小作りの頭と怪力の持ち主で、ヘラクレスを思わせる男である。しかし、怠け者で働こうとは思わず、代わりに人殺しを平気でやってのけていた。
バベ、クラクスー同様、ゴルボー屋敷待ちぶせ事件でラ・フォルス監獄に収監されるが脱獄してしまう。
1815年のブリューヌ元帥暗殺事件が起きたとき、現場となったアヴィニョンで人夫の仕事をしており、暗殺に関わったと考えられている。
クラクスー (Claquesous)
パトロン＝ミネットの頭のひとり。夜になると穴から出てきて、朝になると穴に帰る闇のような正体不明の男。「クラクスー」という名前はあだ名で、本名は誰も分らない。本人いわく「パ＝デュ＝トゥー」（Pas-du-tout, 皆無）。光を向けられると仮面をかぶり、腹話術で他人と話をした。仮面の下の素顔を見たものはおらず、本当に顔があるのかどうかすら疑われた。
ゴルボー屋敷待ちぶせ事件で逮捕されるが、ラ・フォルス監獄へ搬送中に行方不明となる（なお、この事件では顔を見せ、本当の声で笑っている）。六月暴動以降、彼のその後を知る者はいないという。
モンパルナッス (Montparnasse)
パトロン＝ミネットのひとり。まだ20歳を迎えていない美少年。つねに流行の服を身にまとう伊達男で、「おしゃれをするため」に犯罪を犯し、「どろぼう」になりたい、のらくら者。女性的でしなやかだが、残忍な性根の持ち主。もとは浮浪児だったが成長段階で犯罪（特に殺人）に手を染め、18歳の段階で多くの人間の命を奪っていたことから、世間に恐れられていた。あらゆる悪徳を身につけ、あらゆる罪悪に憧れ、最大の罪に飢えている。
ゴルボー屋敷待ちぶせ事件では、外で見張りについていたエポニーヌと話し込み、彼女が逮捕される前にその場を立ち去ったため、唯一警察の追っ手から逃れることができた。後日、ジャン・ヴァルジャンに強盗を働くものの、逆に取り押さえられて諄々と説諭される。
パンショー (Panchaud)
パトロン＝ミネットの腹心のひとり。プランタニエ (Printanier)、ビグルナイユ (Bigrenaille) という別名を持つ。タバコを好む。
3人の頭と2人の仲間とともにゴルボー屋敷待ちぶせ事件に加担するが逃げ遅れて逮捕され、そのまま判決を受ける。
ブリュジョン (Brujon)
パトロン＝ミネットの腹心のひとり。父親も犯罪者。うわべは暗愚で愚鈍に見えるが、実は機敏でこざかしい若者。
パンショーらとともにゴルボー屋敷待ちぶせ事件に参加するも逮捕されてしまう。しかし、刑吏を油断させたところで脱獄を決行する。
ドゥミ・リヤール (Demi-liards)
パトロン＝ミネットの腹心のひとり。別名、ドゥ・ミリヤール (Deux-milliards)。
パンショー、ブリュジョンらとともにゴルボー屋敷待ちぶせ事件に参加するが、ひとり酔いつぶれてしまい、あっけなく逮捕されてしまう。
マニョン (Magnon)
監獄間の仲介役を務める悪女。かつてはジルノルマン邸で女中「ニコレット」として働いていたが、ジルノルマン氏をゆすり、彼から2人の息子たちの養育費として月80フランという大金をせしめていた。しかし、1823年の春、流行病で息子たちを1日で喪ったため、テナルディエ夫妻の幼い息子たちを買った。これ以後、テナルディエの息子たちとイギリス人の女泥棒ミス嬢 (Mamselle Miss) とともにクロシュペルス通りで暮らしていたが、1832年の春、警察の強制捜査のメスが入れられ、ミス嬢と一緒に逮捕されてしまう。子供たちは彼女たちの逮捕に気づかなかった。

### ABC（ア・ベ・セー）の友

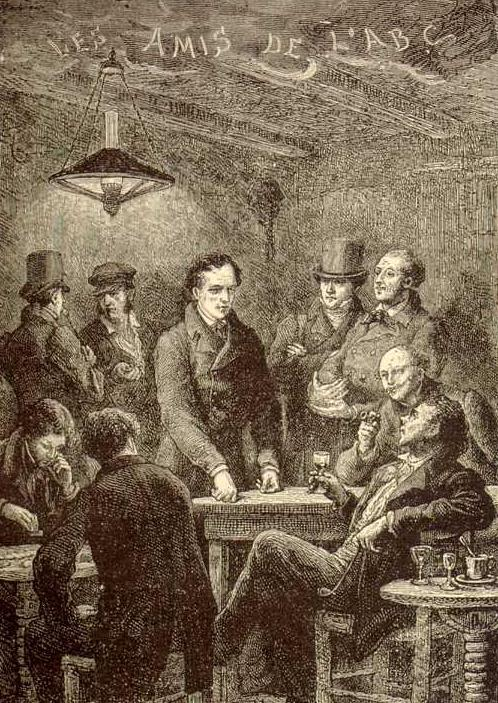
ABCの友。ユーグ版より。

ABCの友 (Les amis de l'A B C) とは、成立してから間もない共和派の秘密結社。「ABC」とは、基礎知識・おとしめた民衆 (Abaissé) を意味し、民衆の向上を目的に結成された。メンバーの大部分は、労働者と学生たちであった。活動拠点はラ・シャンヴルリー通り（rue de la Chanvrerie, 現在のランビュトー通り (Rue Rambuteau)）の居酒屋コラント (Corinthe) とサン・ミッシェル通りのル=カフェ=ミュザン (le café Musain) である。主なメンバーは次で述べるが、孤児であるフイイー以外は、家族に王党派や正当理論派の人間がいた。
七月革命当時、フランスに実在した政治的秘密結社人権協会（ソシエテ・デ・ドロワ・ド・ロム）をモデルにしている。

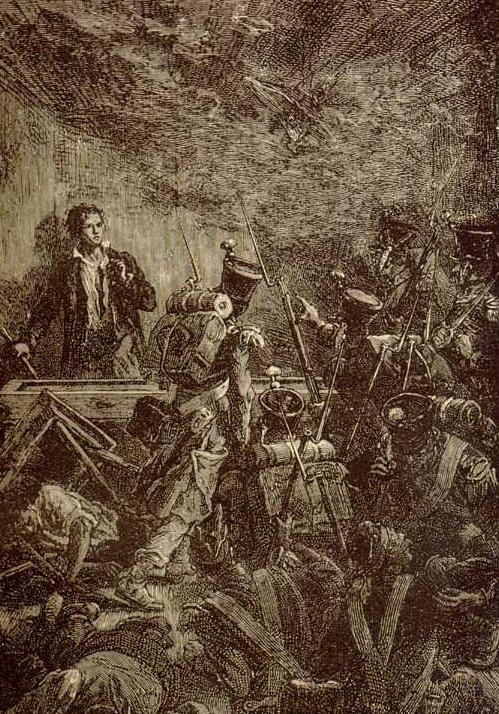
鎮圧軍に追い詰められるアンジョルラス。ユーグ版より。

アンジョルラス (Enjolras)

ABCの友に所属する若作りで天使のような容姿端麗の22歳の青年で、結社の首領。富裕な家庭の一人息子。一徹な理想主義者として革命の論理を代表し、マリユスのボナパルティズムの主張を諭す。革命についてはかなり詳しく、些細なエピソードまで知っていて、それについてあたかも自分がそこにいたかのように語れる。その美貌のなかに、司教と戦士の性格を併せ持つ。彼にとって祖国は恋人であり、祖国と革命が青春のすべてになっている。
1832年6月5日、ラマルク将軍の葬儀のあった夜、他の共和派と共に決起し、居酒屋コラントを中心としてバリケードを築き、マリユスらとともにバリケードに立て篭もって暴徒たちを指揮する。後にこの暴動は、六月暴動と呼ばれるようになる。
コンブフェール (Combeferre)
ABCの友に所属する青年で、結社の哲学面での指導者。「シトワイヤン」（Citoyen、公民という意味の革命用語）が好きで、人間そのものに愛着を感じている。教育問題に最大の関心を抱いており、教育および道徳水準の向上を社会に願っていた、空想的なまでに思索的な男。マリユスのボナパルティズムの主張を「自由になること」の一言で捻じ伏せた。
仲間とともに六月暴動に参加し、バリケードを作る際はアンジョルラス、クールフェラックとともに指揮を取っていた。
クールフェーラック (Courfeyrac)
マリユスの「親友」のひとりで、ABCの友に所属している学生。結社の中心的存在。その素養たる人間的な丸みと喜色を持っている。コゼットの実父トロミエスに似ているところはあるが、最大の違いは義侠心にあふれているところである。父親はド・クールフェーラック (de Courfeyrac) という貴族の姓を名乗る地方の名士。マリユスをABCの友の仲間に引き入れた。ジャン・ヴァルジャンを「ルブラン」氏（白髪氏）と命名した張本人。
1832年6月5日、アンジョルラスらとともに決起し暴動を起こす。
ジャン・プルーヴェール (Jean Prouvaire)
ABCの友に所属する、心優しくて情が深いロマン主義派の学生。自らを「ジュアン」と呼ぶ。文学に精通し、東洋語学も大学教授クラスの領域までマスターしている。社会問題を日々探求する一方で、自然をこよなく愛している。アンジョルラス同様、金持ちの一人息子。善良で繊細な性格のため臆病に見えるが、実は大胆な性格の持ち主。
六月暴動に参加するが、一旦包囲されたバリケードが解放されたあと政府軍の捕虜となり、銃殺される。
フイイー (Feuilly)
孤児として育った扇作りの職工で1日3フランほどしか稼げないにもかかわらず、独学で諸言語を覚えた努力家。ABCの友に所属している民族主義者で、世界を救済することを唯一のモットーとしている。大らかで、深い包容力の持ち主だが、祖国を持たない人間がいてはならないと考えており、1772年（ポーランド分割）を激しく憎悪している。
六月暴動に参加。居酒屋コラントの2階にいる仲間の指揮を取っていた。
バオレル (Bahorel)
革命以外の暴動や騒動が大好きで、11年間大学生を続けている裕福な農家出身の放蕩息子。おしゃべりで浪費家で無謀に近い大胆さを持つ裏で、見かけによらず深い洞察力と思索を持っている。法学部に属しているが、決して弁護士にはならない、というのをモットーにしている。ABCの友に所属し、様々なカフェに出向いては他の団体とのパイプ役となって活躍している。
六月暴動に参加し、バリケード作りに精を出す。ABCの友のメンバーで最初に絶命した。
レーグル・ド・モー (Laigle de Meaux)
郵便局長の息子で、25歳にして禿げている法学の学生。南部出身ではない唯一の人物。親しい友達には、ボシュエ (Bossuet) と呼ばれている。ABCの友に所属し、マリユスがクールフェラックと友人になる最初のきっかけを作った人物でもある。学はあるが、何事も成功しないのが彼の十八番で、父の持っていた畑と家を投機でなくしてしまった。
六月暴動に参加。ジョリー、グランテールとともに居酒屋コラントにおり、ラ・シャンヴルリー通りにバリケードを設けるきっかけを作った。
ジョリー (Joly)
ABCの友に所属する23歳の神経症気味でありながら、はしゃぎ屋という極端な性格を持つ医学生。脈拍を取り、血流を気に病み、鏡で自分の舌を観察するのがクセになっている。自分の名前に「L」を4つ付けて「ジョルルルリー」 (Jolllly) と呼ばせていた。ステッキの先を鼻につける、知恵のある者独特の癖がある。自宅には宿なしのレーグルがしょっちゅう泊まっていた。
六月暴動に仲間とともに参加。現場となる居酒屋コラントに最初からいた。
グランテール (Grantaire)
ABCの友に所属する無政府的懐疑主義の大酒飲みの学生。うぬぼれが強い。パリで学問をしている間に魚料理やビリヤードの名店を次々と開拓していった男。本人に嫌悪されても、自分が持っていないものを己の内に有したアンジョルラスをひたすら崇拝する。六月暴動の際はレーグル、ジョリーとともに酒を飲み、他のふたりをよそにずっと酔いつぶれていた。
1832年6月6日、仲間が次々と散っていく中、アンジョルラスと最後まで生き残ったが、ともに銃殺される。
マブーフ (M. Mabeuf)
マリユスの「親友」のひとりで、パリ郊外のオステルリッツ村の田舎家に住み、藍の研究に没頭する老人。マリユスの父ジョルジュの数少ない賓客のひとり。兄はジョルジュの住むヴェルノンの主任司祭であった。老女中のプリュタルク婆さん (la mère Plutarque) と一緒に暮らしている。植物研究家で、サン・シュルピス教会堂の理事を務めていた。しかし、兄の死、破産と様々な不運により、無一文になっていったため、理事の職を辞し、オステルリッツに定住した。
しかし、藍の研究が思うようにうまく行かず、大切な書物すら売ってしまうほど困窮した彼は、六月暴動に参加し、そこで意外な行動に出る。

### その他の登場人物
憲兵隊長
モントルイユ＝シュル＝メールの憲兵隊長。
火事に巻き込まれた息子を救出してくれたヴァルジャンへの報恩としてマドレーヌとして街に住む手配をする。
サンプリス修道女 (Sœur Simplice)
マドレーヌ設立の診療所で慈善看護婦として働くラザリスト会修道女。若さも老いも感じない外見の持ち主で、沈着冷静で上品かつ芯の強い女性。必要最低限のことしか喋らない。ファンティーヌを看護し、その死を看取る。
マドレーヌを救うため、ジャヴェールに対し、生涯で初めての嘘をつく。
フォーシュルヴァン爺さん (Père Fauchelevent)
モントルイユ＝シュル＝メールに住む老人。公証人というれっきとした職を持つ自分が没落していく一方で、いち労働者に過ぎなかったヴァルジャンが成功を収めていったため、彼を敵視していた。
やがて破産し、荷馬車引きとして働いていたある日、雨にぬかるんだ通りで馬車が倒れて下敷きになったが間一髪でヴァルジャンに助けられる。これをきっかけに膝を悪くしたため、パリのプティ・ピクピュス修道院の庭師の仕事を与えられる。
ユルティーム (Ultime) という名前の死んだ弟がおり、「以前助けてくれた礼に」と、パリに逃げてきたジャン・ヴァルジャンを弟ユルティームとして、コゼットを姪としてプティ・ピクピュス修道院に迎え入れる手はずを整えてくれる。
ブーラトリュエル (Boulatruelle)
モンフェルメイユ在住の年老いた道路工夫。警察の監視下におかれており、職にありつけなかったため政府が道路工夫として雇っていた。
その丁寧すぎる態度と自身を卑下した言動、それに憲兵に対する態度から、モンフェルメイユの人々から「元徒刑囚」、「盗賊団の仲間」と疑われている。人並みだと思われるところは酒飲みだということぐらいである。記憶力は良いが間抜けな男。テナルディエとも付き合いがある。
ヴァルジャンが60万フランの財産を隠すためにモンフェルメイユの森に入るところを目撃してからというもの、「森の財宝」の存在を信じるようになる。やがて、パリに出た彼はパトロン=ミネットの手下としてゴルボー屋敷待ち伏せ事件に参加するが、酔っ払って眠ってしまう。釈放された後、ふたたびモンフェルメイユに戻って道路工夫や荷物泥棒の仕事をしていた。

## 作品背景
主人公のジャン・ヴァルジャン（そしてジャヴェール）は、犯罪者と言われながらも、後にパリ警察の密偵となったフランソワ・ヴィドックがモデルだと想像される。また、マリユスは若き日のユーゴー自身が、コゼットは彼の妻アデール・フーシェと愛人のジュリエット・ドルーエ (Juliette Drouet) がモデルだといわれている。さらに、アンジョルラスは革命の大天使と謳われたルイ・アントワーヌ・ド・サン＝ジュストがモデルであり、ガヴローシュは、ドラクロアの絵画『民衆を導く自由の女神』において女神の右前にいる少年にヒントを得て描かれたといわれている。
本作は最初、パリとブリュッセルで発売された。というのも、ユーゴーは当時フランス第二帝政およびナポレオン3世を拒絶したため祖国を追放されてしまい、ベルギーを経てイギリス国王の私領ガーンジー島で亡命生活を送っていたからである。
本作の売れ行きが悪ければ、ユーゴーは筆を折る覚悟をしていた。しかし、発売当日は長蛇の列ができ、本作は飛ぶように売れた。一般人はもちろん、数人の仲間から本代を集めた低所得の労働者たちの多くも列に加わり、本作を買っていった。労働者たちは仲間に本作を貸し合い、回し読みしたといわれている。
ユーゴーは本作の出版当初は亡命先を離れて旅に出ていたが、本作の売れ行きを心配し、出版社に「？」とだけ記した問い合わせの手紙を出すと、「！」とだけ記された返事を受け取ったという。それぞれ「売れてる？」「上々の売れ行きです！」を意味する。これら2通は世界一短い手紙として『ギネス世界記録』に掲載されている。
なお、ユーゴーは本作の発表より前に何作か作品を完成させているが、出版社は本作の完成を待ち望んでいた。

## 主な日本語訳

### 完訳版
- 豊島与志雄訳『レ・ミゼラブル』 岩波文庫 1937年 全7巻、改版1964年 全7巻、新装改版1987年 全4巻

初訳版は大正期（新潮社、1918年 - 1919年）で数度改訳、他に編訳（岩波少年文庫 2001年 全2巻）
- 佐藤朔訳 『レ・ミゼラブル』全5巻 新潮文庫、1967年 改版1997年、新版2012年。電子書籍も刊
- 辻昶訳 『レ・ミゼラブル』全5巻 潮出版社「潮文学ライブラリー」2009年 
他に『ヴィクトル・ユゴー文学館 第2・3・4巻』（潮出版社、2000年）、『世界文学全集 第6・7・8巻』（講談社 1968年 - 1969年）、『レ・ミゼラブル』全5巻（講談社文庫、1975年 - 1976年）など
- 西永良成訳『レ・ミゼラブル』全5巻、ちくま文庫、2012年 - 2014年 / 改訂版 平凡社ライブラリー、2019年 - 2020年。電子書籍も刊
- 井上究一郎訳 『レ・ミゼラブル』〈河出世界文学全集 9・10巻〉河出書房新社、新版1989年
- 坪井一・宮治弘之訳 『レ・ミゼラブル』〈世界文学全集 12・13巻〉集英社、新版1986年
- 石川湧訳 『レ・ミゼラーブル』 角川文庫 1956年 - 1962年 全8巻。新装改版『レ・ミゼラブル』全4巻 1998年 - 1999年

### 抄訳版
- 清水正和編訳『レ・ミゼラブル』（G・ブリヨン（英語版）絵、福音館書店〈福音館古典童話シリーズ 上・下、1996年〉）
- 永山篤一訳 『レ・ミゼラブル』（角川文庫 上・下、2012年、電子書籍も刊）
ポール・ベニシュー（ハーバード大学仏文講座教授、1908年 - 2001年）が、1960年代に出した約半分の再編版を完訳。

## 『レ・ミゼラブル』に基づく作品

### 舞台

#### ミュージカル
原作に基づいて、1980年代より公演開始されたミュージカルについては、別項を参照。
なお宝塚少女歌劇団（現・宝塚歌劇団）の初期演目に『ジヤンバルジヤン』がある。ジャン・ヴァルジャン：高峰妙子、コゼット：篁八十子、テナルディエ：雪野富士子の配役（雪組上演）で、1930年（昭和5年）12月1日から12月28日まで宝塚大劇場にて公演。
ミュージカル映画
- 『レ・ミゼラブル』（2012年 イギリス、アメリカ） トム・フーパー監督、ヒュー・ジャックマン主演[20]

#### 演劇
- 「レ・ミゼラブル〜惨めなる人々〜」（2016年4月5日 - 10日 東京・両国シアターΧカイ） 製作：グループ虎

出演：渡邉翔、庄田侑右、林真之介、白木真木 ほか
- 「レ・ミゼラブル〜惨めなる人々〜」（2020年8月25日 - 30日 東京・両国シアターΧカイ） 製作：グループ虎×縁劇人

主演：原嘉孝（宇宙Six） 出演：芳本美代子、岩崎春果、田中優樹、河西健司 ほか
- 「レ・ミゼラブル〜惨めなる人々〜」（2021年6月12日 - 20日 東京・シアターΧ） 製作：グループ虎×縁劇人

出演：松本幸大、櫻井淳子、田中優樹、松村優 ほか
- 「レ・ミゼラブル〜惨めなる人々〜」（2022年5月21日 - 29日 東京・シアターΧ） 製作：グループ虎×縁劇人

出演：松本幸大、野村宏伸、渡辺みり愛、綾月せり、中丸新将 ほか
- 「レ・ミゼラブル〜惨めなる人々〜」（2023年7月11日 - 16日 東京・俳優座劇場） 製作：グループ虎×縁劇人

出演：松本幸大、潮紗理菜、野村宏伸、鎌苅健太、沙月愛奈、中丸新将 ほか

#### 舞踊
- 谷桃子バレエ団『Les Misérables レ・ミゼラブル』（2003年 日本） 演出・振付・選曲：望月則彦
  - 2010年再演
  - 2011年再演
  - 2022年改訂 振付・再演出：高部尚子（2022年8月10日 - 11日 メルパルク東京ホール）[24]
  - 2024年改定・再演 振付・再演出：高部尚子、『Les Misérables レ・ミゼラブル-運命をうごかせ-』（2024年8月28 - 30日 品川区立総合区民会館）[25]

### 映画
- 『噫無情』（1910年 日本） 監督不明、配役不明
- 『レ・ミゼラブル』（1917年 アメリカ） フランク・ロイド監督、ウィリアム・ファーナム（英語版）主演
- 『噫無情 第一篇 放浪の巻』（1923年 日本） 牛原虚彦監督、井上正夫主演
- 『噫無情 第二篇 市長の巻』（1923年 日本） 池田義臣監督、井上正夫主演
- 『噫無情』（1925年 フランス） アンリ・フェスクール、ルイ・ナルパ監督・脚本、ガブリエル・ガブリオ主演
- 『噫無情 前篇』（1929年 日本） 志波西果監督、鳥羽陽之助主演
- 『噫無情 後篇』（1929年 日本） 志波西果監督、鳥羽陽之助主演
- 『ジャンバルジャン 前後篇』（1931年 日本） 内田吐夢監督、山本嘉一主演
- 『レ・ミゼラブル（フランス語版）』（1934年 フランス）レイモン・ベルナール（フランス語版）監督、アリ・ボール（フランス語版）主演
- 『噫無情』（1935年 アメリカ） リチャード・ボレスラウスキー監督、フレドリック・マーチ主演
- 『巨人傳』（1938年 日本）伊丹万作監督、大河内傳次郎主演
- 『レ・ミゼラブル あゝ無情 第一部 神と悪魔』（1950年 日本） 伊藤大輔監督、早川雪洲主演[26][27]
- 『レ・ミゼラブル あゝ無情 第二部 愛と自由の旗』（1950年 日本） マキノ雅弘監督、早川雪洲主演[28][27]
- 『レ・ミゼラブル（英語版）』（1952年 アメリカ）ルイス・マイルストン監督、マイケル・レニー主演
- 『レ・ミゼラブル』（1957年 イタリア、フランス） ジャン＝ポール・ル・シャノワ（フランス語版）監督、ジャン・ギャバン主演
- 『レ・ミゼラブル』（1995年 フランス） クロード・ルルーシュ監督、ジャン＝ポール・ベルモンド主演
- 『レ・ミゼラブル』（1998年 アメリカ） ビレ・アウグスト監督、リーアム・ニーソン主演
- 『レ・ミゼラブル』（2012年 イギリス、アメリカ） トム・フーパー監督、ヒュー・ジャックマン主演[20]
- 『レ・ミゼラブル』（2019年 フランス） ラジ・リ監督、ダミアン・ボナール主演

### テレビドラマ
テレビ映画、ストレートプレイの舞台などが数多く作られている。

#### 日本国内
- 『ああ無情』（1955年10月4日 - 1956年5月1日、日本テレビ） 早川雪洲主演・脚色、山一名作劇場のドラマ・シリーズ第一弾[29]。現存せず。
- 『いのち燃ゆ』（1981年 NHK） 柴俊夫主演 - 舞台を日本（幕末の大阪、長崎、米子、京都）に移し、アレンジを加えている。
- 『日本ジャン・バルジャン物語 愛無情』（1988年 東海テレビ） 榎木孝明主演 - 舞台を日本（時代設定：明治 - 昭和）にして、昼ドラ枠で放送された。
- 『レ・ミゼラブル 終わりなき旅路』（2019年1月6日 フジテレビ）ディーン・フジオカと井浦新がダブル主演。設定を平成の日本に置き換える。フジテレビ開局60周年特別企画スペシャルドラマ[30]。

#### 海外版
- 『レ・ミゼラブル』 - 1978年にイギリスで製作されたテレビ映画
  - リチャード・ジョーダンのヴァルジャン、アンソニー・パーキンスのジャヴェール、ジョン・ギールグッドの司教、イアン・ホルムのテナルディエ
- 『レ・ミゼラブル（英語版）』 - 1982年の全4話構成のテレビドラマ。
  - ロベール・オッセン監督、リノ・ヴァンチュラ主演
  - 2003年にDVDが発売されている。
- 『レ・ミゼラブル（フランス語版）』 - 2000年にフランスで製作されたミニシリーズ（全4回）
  - 19世紀フランスの街並みを再現し、膨大な衣装やエキストラを投入した規模の大きなドラマ化。主演はもともと1998年映画版に出演する予定だったジェラール・ドパルデュー。
  - 主要スタッフは、フランスの古典をドラマ化した1998年製作『岩窟王〜モンテ・クリスト伯』と同様、監督ジョゼ・ダヤン、脚色ディディエ・デュコワン、製作ジャン・ピエール=ゲラン、音楽ジャン・クロード＝プティ。同作の映画化を熱望していたというドパルデューは、時間の制約から原作の改変・短絡が避けられない映画化に対し、時間をかけて忠実に描写出来る長編ドラマのメリットを認め、プロデューサーも兼任した。出演者にも「原作に忠実」と言わしめたほどであるが、ジャヴェールの最期やテナルディエ一家の末路を含む脚色はある。撮影時からフランス語のセリフ、英語のセリフによるテイクを同時収録し、フランスで放映されたオリジナル版は4話合計で6時間、アメリカで放映された英語版は半分の3時間に編集された。
  - 主要キャストは以下の通り。
    - ヴァルジャン：ジェラール・ドパルデュー（青年期：ギヨーム・ドパルデュー）、吹替：村井国夫
    - ジャヴェール：ジョン・マルコヴィッチ、吹替：津嘉山正種
    - ファンティーヌ：シャルロット・ゲンズブール、吹替：田野聖子
    - コゼット：ヴィルジニー・ルドワイヤン、吹替：本名陽子
    - マリユス：エンリコ・ロ・ヴェルソ、吹替：桐本琢也
    - テナルディエ：クリスチャン・クラヴィエ、吹替：内田直哉
    - テナルディエ夫人：ヴェロニカ・フェレ、吹替：深見梨加
    - エポニーヌ：アーシア・アルジェント
    - サンプリス：ジョヴァンナ・メッツォジョルノ
    - フォールシュヴァン：ヴァディム・グローナ
    - 司教：オットー・ザンダー
    - 修道院長：ジャンヌ・モロー、吹替：谷育子

  - 2002年にNHKがフランス版を日本語吹替えで放送した際、ドパルデューの吹替えはミュージカル版でジャヴェール役を10年以上演じた村井国夫であった。ミュージカル版にアンジョルラス役で出演した内田直哉は吹替え版ではテナルディエを演じている。コゼット役の本名陽子はミュージカル版ではリトルコゼットだった。
  - 日本では2000年ビデオリリースされた英語版は字幕のみであったが、2013年に「ノーカット完全版」として発売されたフランス語版DVDセットはNHK放送版の吹替え音声も収録している。
- 『レ・ミゼラブル（英語版）』 - 2018年にイギリスBBC、およびアメリカで製作されたテレビドラマ
  - 日本では2020年3月15日 - 5月3日、NHKで吹き替え版を放送（『レ・ミゼラブル』（NHKオンライン））。オリジナル全6話を再編集全8話として放送。
  - 主要キャストは以下の通り。
    - ジャン・ヴァルジャン：ドミニク・ウェスト、吹替：井上和彦
    - ジャベール警部：デヴィッド・オイェロウォ、吹替：坂詰貴之
    - ファンテーヌ：リリー・コリンズ、吹替：永宝千晶
    - コゼット：エリー・バンバー（英語版）、吹替：寿美菜子（幼少期：佐藤美由希）
    - マリユス：ジョシュ・オコナー、吹替：細谷佳正
    - テナルディエ：アディール・アクタル（英語版）、吹替：丸山壮史
    - マダム・テナルディエ：オリヴィア・コールマン、吹替：林真里花
    - エポニーヌ：エリン・ケリーマン、吹替：あんどうさくら
    - ガブローシュ：リース・イエーツ、吹替：村中知
    - フィーリックス：ジョニー・フリン、吹替：中村章吾
    - ポンメルシー大佐：ヘンリー・ロイド＝ヒューズ（英語版）、吹替：花輪英司
    - ジルノルマン：デイビッド・ブラッドリー、吹替：伊藤和晃
    - ミリエル司教：デレク・ジャコビ、吹替：西村知道
    - ニコレット：エマ・フィールディング（英語版）、吹替：竹村叔子
    - マグロワール：ヘイリー・カーマイケル（英語版）、吹替：八十川真由野
    - フェバリット：シャーロット・ディラン、吹替：冠野智美
    - ゼフィーヌ：アヨーラ・スマート、吹替：司薫
    - ファムイユ：リース・リッチー、吹替：越後屋コースケ
    - ブラシュベル：マシュー・スティア（英語版）、吹替：佐藤美一
    - ビクテュルニアン：キャサリン・ハンター（英語版）、吹替：真山亜子
    - サンプリス：ナタリー・シンプソン、吹替：ニケライ・ファラナーゼ
    - アンジョルラス：ジョセフ・クイン、吹替：佐川和正
    - クールフェラック：アーチー・マデクウィ、吹替：早志勇紀
    - グランテール：ターロック・コンヴェリー、吹替：宮本崇弘
    - マブーフ：ドナルド・サンプター（英語版）、吹替：中博史
    - リベット：エンゾ・シレンティ（英語版）、吹替：早川毅

### アニメ
- ヴィクトル・ユーゴーの故郷であるフランス制作のアニメ版『レ・ミゼラブル』（監督 / チボー・シャテル）があり、日本語吹き替え版のVHSもアートデイズから発売された。また、NHK衛星第2テレビジョンで1999年に放送された（50分×2本）。
- まんが世界昔ばなしでそれぞれTBS系で放送、ダックスインターナショナル制作。
  - 『少女コゼット』が1977年11月10日に放送。コゼットの少女時代のエピソードを抜粋した短編。
  - 『ああ無情』が1978年7月5日から9月27日までに放送。ジャン・バルジャンとコゼットが修道院に引き取られるまでのエピソードをアニメ化。
- 特番アニメ『ジャン・バルジャン物語』 1979年9月15日にフジテレビ系で放映、東映動画制作。
- コゼットを主人公に設定した世界名作劇場第24作『レ・ミゼラブル 少女コゼット』が日本アニメーション制作で、2007年1月 - 同年12月までBSフジにて放映された。話数が多く丹念に制作されたこともあり、これまで日本でアニメ化された作品の中では最も原作に忠実に作られている。ただし、低年齢層を対象とした作品であることから、主に低年齢には難しすぎる政治的な部分や未成年の視聴には問題のある展開（ファンティーヌが貧困のあまり歯を売ったり売春に走ったりするエピソード）は変更・割愛された。この他、原作では主要人物の大半が悲劇的な結末を迎えるのに対しアニメではハッピーエンドの形で迎えられるように改変されたり、マリユスとコゼットの恋を知ったジャン・ヴァルジャンの心情を原作とは微妙に異なった表現にしたりするなど、一部において大胆な設定変更がなされている。また何人かアニメ独自のキャラクターが作られた。

### 漫画
- 山田えいじ『ああ無情』（講談社、なかよし増刊 1961年1月15日発行お正月増刊号付録）[31][32]
- みなもと太郎『レ・ミゼラブル』は、原作パロディで描かれたギャグ漫画。1973年から1974年まで『希望の友』（潮出版社）に連載された、同社で新版刊行。
- 原作に基いたシリーズ出版『まんがで読破 レ・ミゼラブル』、ビクトル・ユゴー表記

（イースト・プレス刊、2009年2月 / 新版・学研、2023年。作品解説島田歌穂。）
- 新井隆広による原作に基いた漫画『LES MISERABLES』が、2013年から2016年まで『ゲッサン』（小学館）に連載された。単行本全8巻。
- 榮恵愛『-レ・ミゼラブルより-ルールブルーの友らへ』ABCの友の会を主人公に描かれた漫画。2024年から『コミックグロウル』（ブシロードワークス）にて連載中（2025年現在）
- 犬木加奈子『アロエッテの歌』は、コゼットに焦点を当てた漫画。2000年から2003年まで『月刊ホラーM』（ぶんか社）に連載された。単行本全7巻。
- 上野顕太郎『夜は千の眼を持つ』内で、『レ・ミゼラブル』を漫画化。
- 金井たつお『ああ無情』が、集英社モンキー文庫名作漫画シリーズより「金井龍郎」名義で刊行されている。

### その他
- 黒岩涙香訳の新版は、2005年に『噫無情 レ・ミゼラブル 前後篇』〈世界名作名訳シリーズ・はる書房〉が刊行。
- ローラ・カルパキアン『コゼット レ・ミゼラブル続編』三天書房（選書版、上・下、光野多惠子訳）がある。ただし内容が一部異なり、続編というよりアナザーストーリー、著者はアメリカ人作家。
- 鹿島茂の初期著作に『「レ・ミゼラブル」百六景』（文藝春秋、のち文春文庫、中公文庫（増訂版））があり、初期版に用いられた木版「挿絵図版」230葉を用い、時代・社会背景を分かり易く説明している。
- 稲垣直樹編『フランス語で読む「レ・ミゼラブル」』（白水社、新版2017年）は、挿絵多数の対訳本。
- デイヴィッド・ベロス『世紀の小説 『レ・ミゼラブル』 の誕生』（立石光子訳、白水社、2018年）は、詳細に事情・影響が記述されている。
- 西永良成（訳者）の作家・作品論は以下
  - 『『レ・ミゼラブル』の世界』（岩波新書、2017年）
  - 『ヴィクトール・ユゴー 言葉と権力』（平凡社新書、2021年）
  - 『ヴィクトール・ユゴー』（第三文明社、2025年）